# ライネ (ミュンスターラント)
ライネ (ドイツ語: Rheine, ドイツ語発音: [ˈra‿inə]) は、ドイツ連邦共和国ノルトライン＝ヴェストファーレン州ミュンスター行政管区のシュタインフルト郡に属す市である。本市はエムス川沿いに位置している。人口は7万6千人であり、シュタインフルト郡最大、ミュンスターラントではミュンスターに次いで2番目に大きな都市である。地元住民は自らを「ライネンザー」と呼ぶ。

## 地理

### 位置
シュタインフルト郡で人口最大の本市は、ヴェストファーレン盆地の北端に位置しており、市域はエムス川によって二分されている。
ライネから、南東 40 km にミュンスター、45 km 東にオスナブリュック、40 km 西にエンスヘデが位置している。本市はノルトライン＝ヴェストファーレン州に属し、北をニーダーザクセン州に接している。

### 隣接する市町村
ライネは、北はニーダーザクセン州エムスラントのザルツベルゲンおよびシュペレ、東はテックレンブルガー・ラントのヘルステル、南はエムスデッテン、西はノイエンキルヒェン（ともにミュンスターラントに含まれる）と境を接している。

### ライネ市地域の自然地理
エムス川が市内を南から北へ北海に向かって流れている。ライネ市内でエルター・ミューレンバッハ川、フリッシュホーフバッハ川、フリッシェ川（またはヴァムバッハ川）、ヘメルター・バッハ川、クラフェルツ・ベヒスケン川、ランデルバッハ川がエムス川に注いでいる。
エムス川の流れる方向を横切る形でシュタットベルク（山並み）がある。これはエムス川の西でティーベルクに続く。この2つの山並みは、約7千万年前の白亜紀の貝殻石灰岩で形成されている。川はその山の麓の構造的に脆弱な箇所を貫いているが、ここでは谷は深く刻まれていない。従ってこの場所では、エムス川は浅瀬になっており、おそらく徒渉地として利用されていた。この徒渉地の数百メートル北や南では、エムス川の氾濫原は障害物によって幅 500 m に及ぶ。徒渉地の川幅はわずか 50 m まで狭まる。徒渉地の両岸は、高さ 5 m 異常の急峻な土手となっている。
市の南には、海抜 90 m の市域で最も高い丘陵であるヴァルトヒューゲルがある。シュタットベルク、ティーベルク、ヴァルトヒューゲルの間と川沿いの草地は、高い地下水位によって、いわゆるグレイベーデン（グレイゾルの土壌）を形成しており、元々はヤナギやハンノキで覆われていた。シュタットベルク、ティーベルク、ヴァルトヒューゲルではブラウンアースが主であり、ブナの森が繁茂していた。残りのスペースは主に、風や川によって運ばれた砂が堆積した土壌の上をプラッゲン土壌が覆っている。ここでは、オークとブナの混交林が元々の植生であった。特徴的なのはエムス川東岸に、現在と同じく支配的な西風がザーレ氷期の砂の堆積を運んで積み上げた砂丘である。

### 気候
ライネ周辺地域の年間平均気温は、約 9 ℃ である。年間降水量の平均は 700 mm から 900 mm の間である。降水量は夏が最大で、冬にもう一つのピークがある。
ここでは、大西洋の影響を受けた海洋性気候が支配的で、涼しい夏と穏やかな冬が特徴である。

### 市区
本市は、歴史的に発展した中核市区あるいは旧市街（現在のイネンシュタット）の他、18の市区で形成されている。本市は19世紀半ばから工業化に伴い、とりわけ鉄道網に接続したことにより、急速に発展し、たとえばドゥートゥム、ヴァーデルハイム、ベントラーゲといった市の境界付近に位置する農村集落や、ジューデシュ、ヘルストカンプ、ドーレンカンプといったかつては農業に利用されていた土地が開発されていった。
| 市区名                          | 人口（人） |
| ------------------------------- | ---------- |
| 内市街                          | 2,627      |
| ドゥートゥム                    | 3,631      |
| ドーレンカンプ                  | 9,958      |
| ヘルストカンプ                  | 2,083      |
| ヴァーデルハイム                | 3,561      |
| シュロイペ                      | 4,027      |
| ベントラーゲ                    | 2,397      |
| ヴィーテシュ                    | 1,983      |
| ショットホック/バーレンテルゲン | 9,414      |
| アルテンライネ                  | 2,134      |

| 市区名                  | 人口（人） |
| ----------------------- | ---------- |
| シュタットベルク        | 3,610      |
| エッシェンドルフ        | 11,332     |
| ロッデ/カナルハーフェン | 1,724      |
| ジューデシュ            | 3,455      |
| ゲレンドルフ            | 2,430      |
| エルテ                  | 2,215      |
| メーズム                | 8,686      |
| ハウエンホルスト        | 3,737      |
| カーテンホルン          | 586        |
| 合計                    | 79,590     |

人口は2018年現在の数値である。
現在の地区には自治権はなく、市役所から中央管理がなされている。市議会と市行政当局との協調を図るため、11の市区委員会がもうけられている。一部の市区委員会は複数の市区を包含している。
| - アルテンライネ市区委員会 - ベントラーゲ / ヴァーデルハイム / ヴィーテシュ / シュロイペ市区委員会 - ドゥートゥム / ドーレンカンプ市区委員会 - エルテ市区委員会 - エッシェンドルフ市区委員会 - ゲレンドルフ / ジューデシュ市区委員会 | - ハウエンホルスト / カーテンホルン市区委員会 - 内市街 / ヘルストカンプ市区委員会 - メーズム市区委員会 - ロッデ / カナルハーフェン市区委員会 - ショットホック市区委員会 |

### 選挙管区
本市は政治上、22の選挙管区に分けられる。

## 歴史

### ライネ入植地の先史時代および古代史

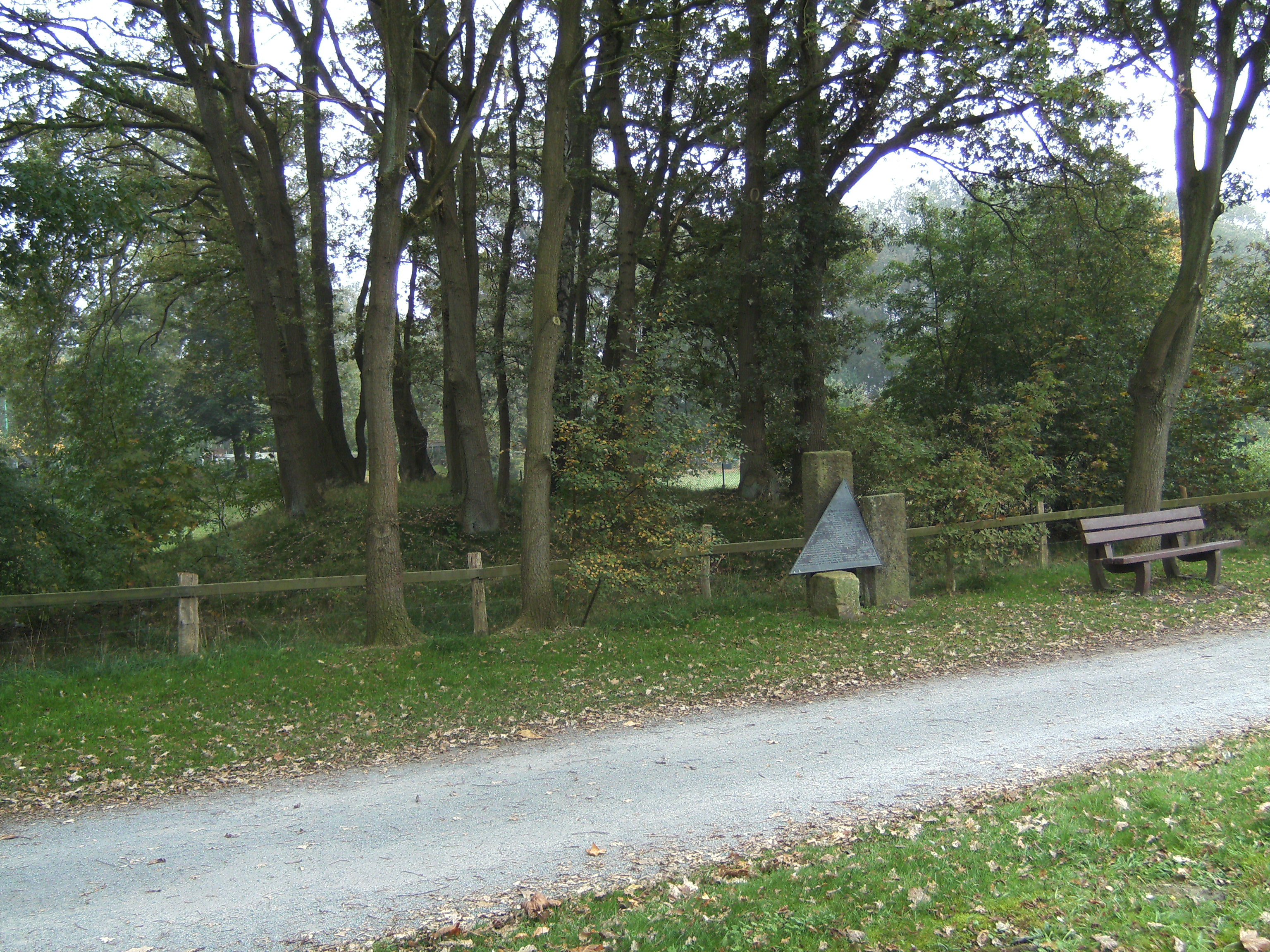
ライネ＝ショットホックの巨石墓

考古学的出土品（ライネ＝ショットホックの巨石墓）は、ライネ周辺地域に紀元前3200年頃の新石器時代中期から定住が行われていたことを示している。もう一つの入植地（紀元前600年から紀元前500年頃）は、エムス川右岸シュタットベルクの、現在のアルテンライネ市区の発掘調査によって証明された。この発掘調査によって、アルテンライネでは迷子石で造られた墳丘墓が記録されており、さらに約3500年前の遺体の一部が発見された（ファルケンホーフ博物館に展示されている）。エムス川左岸の現在の都市中心部で、2018年夏に漏斗状ビーカー文化およびローマ時代以前の鉄器時代の入植跡も発見されている。
ライネ周辺地域は、ローマ時代のゲルマニクスの戦争（14年から16年）で一定の役割を果たした可能性がある。15年の初夏にアルミニウスの下で同盟したゲルマン人討伐の行軍の出発点となった可能性があり、他の機会にはローマ軍の宿営地として利用された可能性もある。2つの街道がライネで交差していた。ザントフォルデ前のヘルヴェークとフリース街道である。ヘルヴェークは、現在はオランダのアイセル河畔都市（ズヴォレ、デーフェンテル、アーネム）からライネを経由してブレーメン、ミンデン周辺の東ヴェストファーレンやパーダーボルンに伸びていた。ライネを通るフリース街道は、カール大帝が文書で言及している7つの交易街道の1つで、フリースラントと内陸部とを結んでいた。この街道は、北海沿岸フリースラントのエムデンからヴェストファーレンのミュンスターを通って、さらに南に伸びていた。歴史家のヨーゼフ・プリンツは、フリース街道がミュンスターおよびライネ建設の基盤となった可能性を提唱している。

### 中世初期
現在までに判明している事実によれば、遅くとも5世紀以降ザクセン人がエムス川東岸のライネ地域に定住していた。彼らはそれ以前にここに住んでいたゲルマン人を駆逐あるいは征服して、その部族連合に組み込んだと考えられる。このかつてのザクセン人の入植を示す証拠として、末尾に -dorf（低地ドイツ語の -drop や -trup を含む）を有する地名が挙げられる。ライネ地域では、Austrup（現在のショットホック）、Eschendorf、Gellendorf がこれにあたる。アルテンライネ市区の地名もこの推測を裏付けている。
エムス左岸地区、現在の中核市部に隣接する付近では、現在判っている限りでは8世紀になるまで定住が行われなかった。この地域は主に湿地で、重く、部分的に石が混じる土壌であり、当時の農耕技術では管理ができなかった。8世紀遅くになるまでザクセン族で一般的であった鉤型犂はこうした土壌に不向きであった。エムス川左岸、西側の、ドゥートゥム（12世紀の名称はドゥッテンハイム）やヴァーデルハイムのような -heim を語尾に持つ集落の名称は8世紀末から9世紀初めにはフランク人の植民地であったことを示している。9世紀にフランク人の支配下でベート犂が導入されて初めて、エムス川左岸でも徐々に工作が可能となった。ここから独自の都市建設も始まった。

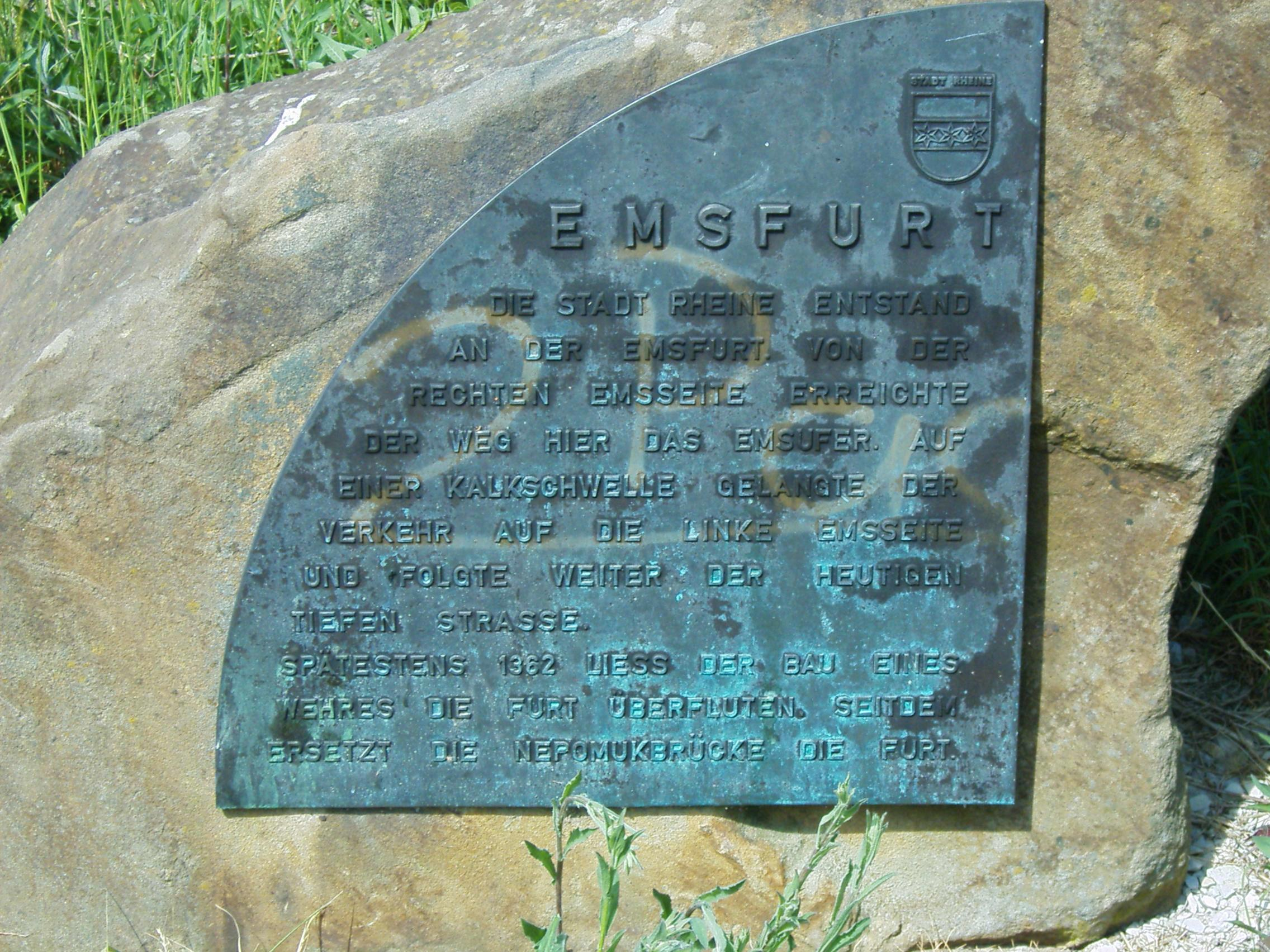
エムス川渡渉地の記念碑

#### ザクセン戦争
ザクセンの戦士達の部隊は、8世紀初めからすでにミュンスターラント西部からアイセル川流域に至る地域での略奪の際、簡単に渡ることできる便利なエムス川の徒渉地を利用していた。こうした、組織化されていない、ほとんど作戦行動とはいえない侵略行為の過程で、彼らは徐々にフランク人をこの地域から駆逐していった。フランク人の歴史記者アインハルトは、この時代の殺害、強奪、放火について、「両陣営から行われた」ことを強調している。アインハルトはさらに以下のように記述している。
これがフランク人を激怒させ、やられたことと同程度の報復にとどまらず、ザクセン人に対する本格的な戦争を望むようになった。こうして戦争が始まり、大きな怒りは33年間続いたのであった。
772年から805年までのザクセン戦争の過程でカール大帝は当初大きな軍事的成功を収めた。しかしライネ地域を含むヴェストファーレンのザクセン人は、軍事的・組織的に上位に立ったフランク人に対して、ヴィドゥキントの指揮下で蜂起し、土地を取り戻した。ヴィドゥキントは野戦を避け、ゲリラ戦法によってフランク勢の一部にかなりの敗北を与えた。ザクセン人の勢力地でのフランク人による報復戦と、一過的なザクセン征服およびザクセン人のキリスト教化では、部族に平和をもたらすに十分ではなく、フランク人によるザクセン人の領土の持続的な占領、植民地化、布教が必要であった。
特にライネでは、蜂起するザクセン人からエムス川の徒渉地を防衛することが占領政策の戦略上極めて重要であった。

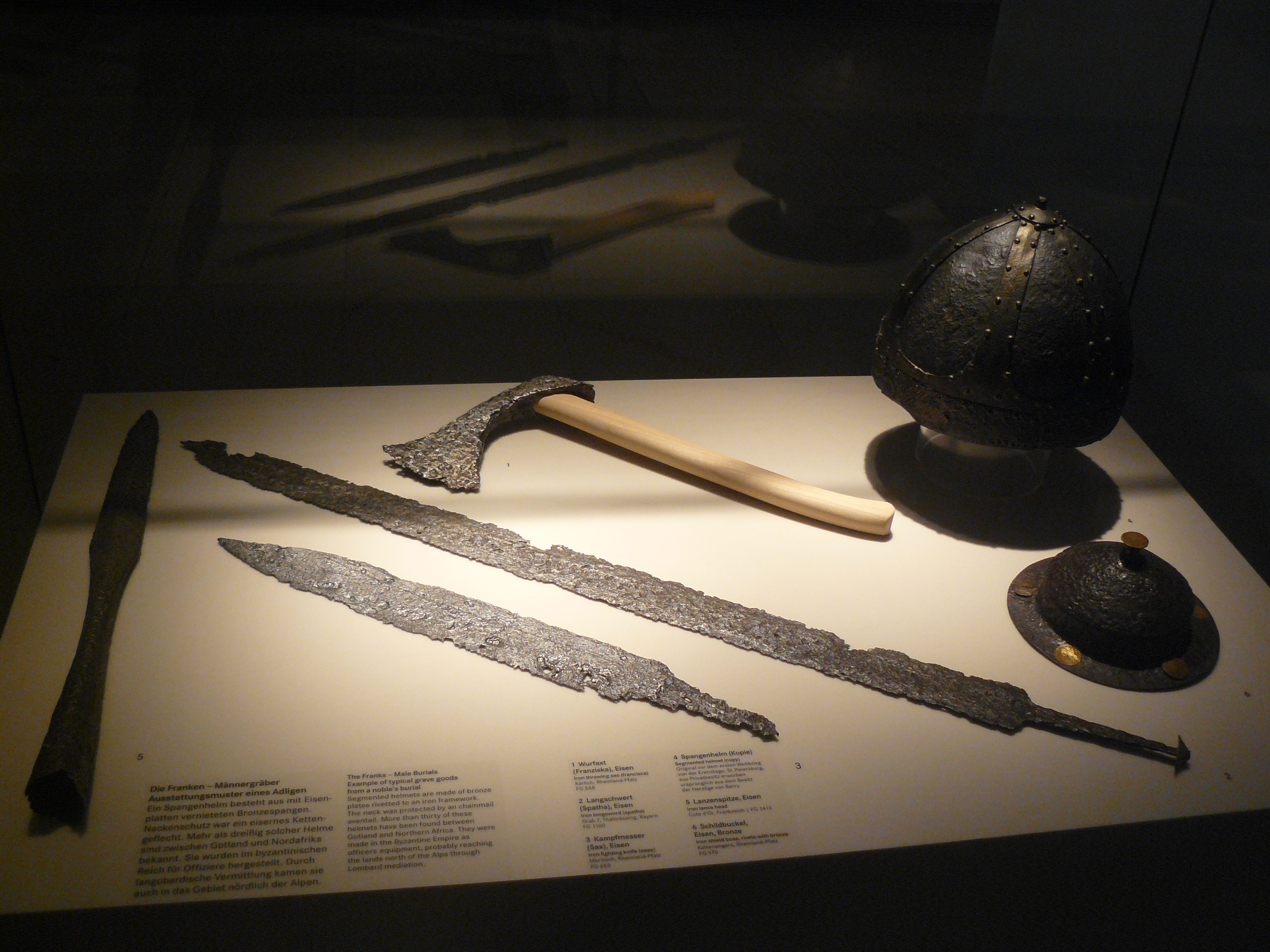
メロヴィング朝フランク軍の典型的な武具

### 800年 - ヴィラ・レニ - ライネ市の萌芽
フランク王カールのザクセン戦争において、エムス川の徒渉地をザクセン人から護るため、徒渉地を望むエムス川左岸の高台に王領ヴィラ・レニが設けられた。これは同時に、フランク人戦士のための補給拠点として利用された。
同じ頃、この王宮の近くに教会が建設され、聖ディオニシウスに献堂された。この教会建設は、フランク人の影響が明らかである。聖ディオニシウスは、3世紀にメロヴィング朝、そして後にカロリング朝の中心となるガリア地方で布教を行った宣教師であった。ヴィラ・レニの精確な創設年は判っていない。この王領の歴史については、他の考古学的発掘やそこから導かれる推論が不足しており、最初の記録がなされた838年以前に創設されたということだけが判っていることのすべてである。ただし歴史家は、8世紀末から9世紀初めに創設されたミミゲルナフォルト修道院（ミュンスター）の創設と極めて近い時期であると推測している。なぜならば、司教ルドガーによる布教活動とカール大帝のザクセン戦争との間には、空間的・時間的に緊密な関係が見られるためである。中世の荘園にあたる Villa は、その経済構造において、小さな村に匹敵するものであった。
ヴィラ・レニの最初の建物で現存しているものはない。農場は現在も同じ場所に存続している。この農場は歴史の中で何度もその所有者が替わったが、1437年に当時の所有者であるフォン・ファルケ家にちなんでファルケンホーフという名前がつけられた。
中世初期の農場ヴィラ・レニが現在のライネ市の萌芽であり、市名はレニ（後にはレネ）に直接由来する。エムス川はファルケンホーフの麓を速い流れとなって流れている。幅はわずか 50 m ほどで、ティーベルクとシュタットベルクの間の構造上脆弱な箇所である。川はこの箇所では浅瀬になっており、川底は岩場である。このため、この徒渉地は重い車両で渡るのにも適していた。古くからすでに水位が高い場合にも渡船で渡ることができるようになっていたと推定されている。ただし、その証拠はない。
ヴィラ・レニの場所で、ザクセン人や、それよりも古い時代の入植跡については、考古学的に証明されていない。

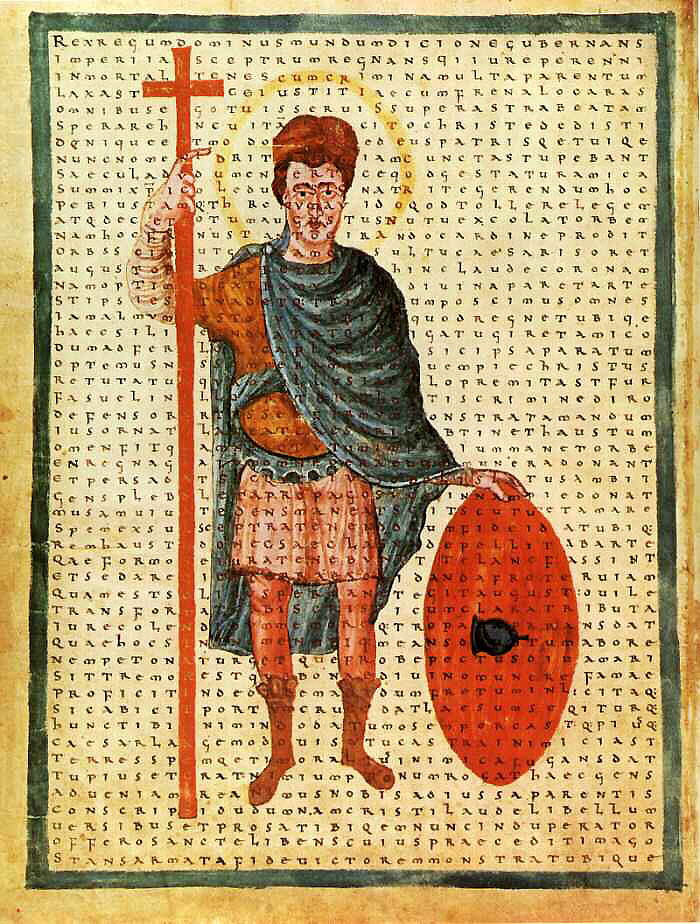
ルートヴィヒ敬虔王

### 838年 - 最初の文献記録
ヴィラ・レニの最初の文献記録は、838年6月7日付のルートヴィヒ敬虔王の寄進状に遺されている。この中で王は、他の財産とともに、附属教会を含むレニ農場とこれに付随するすべての農奴および徴税権をベネディクト会ヘルフォルト女子修道院に移譲すると記している。

### 838年から1327年
838年のルートヴィヒ敬虔王の寄進状にはヴィラ・レニの他にヴェトリンゲンとシェッピンゲンの寄進についても記述されている。この文書の中でヴィラ・レニは他よりも丁寧に記述されており、このことからこの集落が他の周辺集落を結びつける重要な村であったことを示している。寄進状の「十分の一税およびすべての所領と付属するものとともに」という記述は、歴史家カール・ボスルによれば、土地だけでなく非自由民の職人や運搬人をも含んでいると推測される。すでに小さな入植地が形成されていたのである。
853年（これには Hreni という名前で登場する）、995年、1002年（これには Hreini と表記されている）の文書におけるライネ集落の記述は、その内容から基本的に「集落」の状態であり、ヘルフォルト修道院の所領であった。1022年から1032年までの日付のある文書は11世紀に人口が大きく増加したことを示唆している。集落の北部に新たな教会が設けられたのである。1126年と1156年の文書では、ライネは初めて pagus Rene と記載されている。pagus とは、ほぼ村落の構造をした農場や集落の地域を意味する。これによりライネは農場（荘園）から村落への発展は完結したと考えられる。

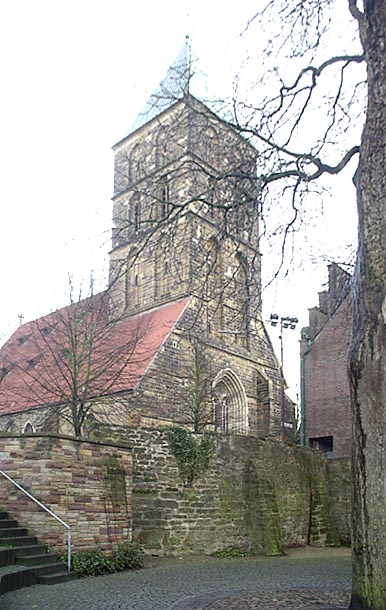
最初期の市壁の現存する唯一の遺構。塔は聖ディオニシウス教会の教会塔

13世紀から14世紀には、ライネは常にミュンスター司教領の領邦政治の焦点となっていた。早くもリウドガー以降のミュンスター司教にとって、ライネを通ってエムデンへ向かうフリース街道は、単に重要な交易路と言うだけでなく、司教領のオーバーシュティフト（高地地域）とニーダーシュティフト(低地地域）とを結ぶ街道として強い関心の的であった。ライネは、一方ではヘルフォルト修道院の所領であるとともに、他方ではライネ地方北部や集落自体がベントハイム伯、リンゲン伯、シュタインフルト伯、テックレンブルク伯の野心が交錯する地であった。1300年頃、現在のベントラーゲ地区にベントハイム伯がデーヴェスブルク城を、現在のエルテ地区にシュタインフルト家がシュヴァーネンブルク城を建設した。後者はさらに、高台にある Rene 集落の近くに防衛施設を有する前哨基地を築いた。これら2つの城は現存していない。シュヴァーネンブルク城は1343年にミュンスター司教の軍勢によって占領され、完全に取り壊された。
武力外交上の理由から、Rene を所領に取り込み、防衛施設を設けることはミュンスター司教にとって不可欠であった。この目的のために司教はまずライネの都市中心部建設を奨励した。これにより司教の権力と影響力は護られた。
この政策は、司教ルートヴィヒ2世フォン・ヘッセン（在位 1310年 - 1357年）の下でピークに達した。1314年に司教ルートヴィヒ2世はその文書の中でライネについて oppidum Rene、すなわち「ライネ市」と記述した。この時代の oppidum とは、防衛施設を持つ街を意味するのが常であり、確かではないものの1314年頃にはすでに最初の都市防衛施設が建設されていたことが示唆されている。1327年には確実に防衛施設が存在していた。
司教ルートヴィヒは、遅くとも1323年にはライネの防備を固め、最終的にその権力を掌握する計画に着手した。しかし、この計画はマルク伯エンゲルベルトとのフェーデに破れ、囚われの身となったことで頓挫した。エンゲルベルト伯との間で締結された平和条約は、ライネの防衛施設建設を放棄することを規定した。エンゲルベルト伯は、おそらく、血縁で同盟者のテックレンブルク伯オットーの要望によってこの項目を設けたのであろう。これらの伯に対抗して、ライネを防衛拠点とするルートヴィヒ司教の計画が立案された。建設が始まっていた防衛施設建設が取り壊されたかどうかは明らかでない。ただし、わずか4年後に「都市」に昇格した際にはすでに都市防衛施設があったことが証明されている。

### 1327年 - 都市権の授与
ルートヴィヒ司教は、1327年にライネを自らの勢力下に併合しようとする新たな試みを行った。彼は、1327年8月15日にライネに都市権を授けた。同じ文書にゲリヒト（裁判所管区に基づく行政単位）の収入の半分を放棄し、市はこれによりさらなる防衛施設の拡充を行った。
司教ルートヴィヒ2世はこの文書で自分が所有していないものについて命令を下しており、この文書は明白な越権行為である。彼は838年以来繰り返し確認されてきたライネに対するヘルフォルト修道院の所有権の主張を無視し、この集落をミュンスター司教領に保持し続けた。彼は、事実ではないこと知りながら、Rene は自分が新たに創設したのだと、自らの法律書に記述しているほどである。
この越権行為のタイミングは慎重に選ばれたので、ルートヴィヒ司教は抵抗を恐れることはなかった。マルク伯エンゲルベルトは、ルートヴィヒを逮捕したことを理由とした教皇による破門宣言を直前になって回避したばかりであり、司教との新たな戦いを避けた。テックレンブルク伯オットーは生涯の終わりにあった。彼には後継者がいなかったため、遺産の整理に取り組んでおり、司教との対立に関心なかった。ヘルフォルト修道院のリウトガルディス修道院長が不平を申し立て、司教の行為を明白な違法行為であると非難しただけであった。ライネを支配下に収めるというルートヴィヒ司教の計画は成功した。

### 新しい都市へのミュンスター司教領の影響
1327年の都市権授与により、ライネ周辺の影響力は司教ルートヴィヒ2世に掌握され、周辺の伯の影響力は著しく抑制された。この新しい「都市」は固有の裁判権を要求する権利を得た。都市昇格以前は、838年のルートヴィヒ敬虔王の寄進状に基づき、この集落はヘルフォルト修道院の代官（フォークト）権の下に置かれていた。テックレンブルク伯は、通常1年に2回の公判日にフォークト裁判権を行使した。
フォークト裁判とは別に、ライネ市のいわゆるゴー裁判所はガウ全体に対する裁判権を管轄した。ライネのゴー裁判所は、古くから フォン・レネ貴族家のレーエンとして存続していた。1345年に司教ルートヴィヒ2世は、レネ家からゴー裁判所管区の半分を権利と収入とともに買い取って獲得した。1351年には残り半分も獲得した。これによりルートヴィヒ2世はライネに対する領主権を強固にした。
司教ルートヴィヒ2世は、ライネにおけるのと同様の政策を司教領全域で行った。ライネの他にデュルメン、ビラーベック、ヴェルネなど多くの町に都市権を授け権力や影響力を争う貴族の影響力を奪い、1802年に強制的に廃止されるまで5世紀近くに及び司教領主として世俗の権力を固めた。ライネは長らく司教の宗教都市であり続けた。

### 都市創設後最初の飛躍
地方行政区画の「アムト・ライネ」は遅くとも1355年には成立していた。これは司教領主の命令によって税を徴収し、行政業務を執行し、司教の代理としてその権利を遵守・保持する機関である。その後ライネは発展し、典型的な都市の中心部が形成されていった。すなわち、選任議会が創設され、市長が市の代表となり、ギルトが形成された。最初に仕立屋のギルトが1366年に初めて文献に記録されている。
おそらくこの頃に、都市の発展に少なからぬ前向きな影響を与えたものに、木造の最初のエムス橋がある。この橋は1362年に最初の文献記録が遺されている。これにより交易の往来は、年間を通じて安全とは言えない徒渉地を通ることなく、街を通り過ぎてゆくようになった。橋と通商路は市内を通っていたため、通り抜ける御者や商人は市に通行税を支払わなければならなかった。
都市権を授けられた後の数十年間でこの街は経済的発展を遂げ、1400年頃には聖ディオニシウス市教会の建設に着手した。この建設は先行する古い教会堂を建て替える形で行われた。

### 市教会の建設
後期ゴシック様式ハレンキルヒェの建設工事は1400年頃に始まった。工事は約120年間続き、遅くとも1520年に教会塔が完成した。
この長い工期が建築技術上の困難さを明らかに示している。この新しい教会堂は、いくつもの工程に分けられ、徐々に古い教会から建て替えられていった。教会は、工期全体を通じて「機能を果たすことのできる」教会堂が必要であったためである。二つ目の問題は、この時代の人口約2,000人の街にとって教会の建設費用が大きすぎたことである。一度に完全に新しい教会堂を建設する総額を支出することは不可能だったのであろう。こうした理由から数十年がかりの建設工事は多くのそれぞれ完結した工期に分割されなければならなかった。

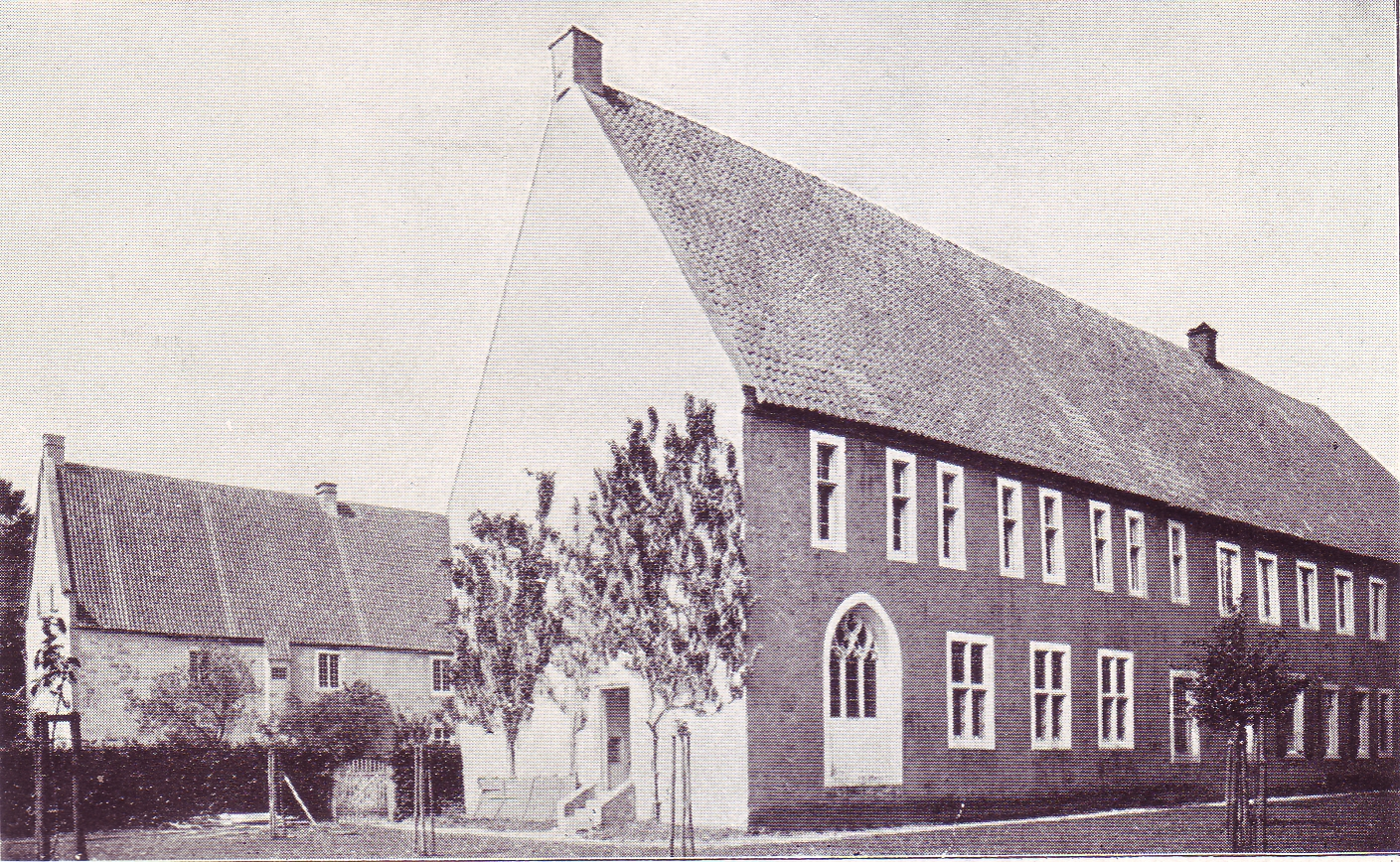
ベントラーゲ修道院（1894年）

### ベントラーゲ修道院の創設
11世紀に、後に修道院が設立される集落が Buntlagi という名称で記述された。そこはザクセン貴族ビルング家の私有教会設立のための土地であった。ここに聖ゲルトルートに献堂された礼拝堂と小さな墓地が建造された。
1437年にミュンスター司教本部はこの礼拝堂を付属する土地とともに聖十字架騎士団に譲渡し、修道院設立の許可を与えた。同時に、聖十字架騎士団はその所有地での製塩の権利とエムス川での漁業権を得た。
修道院は、創設期には財政難に苦しんだが、15世紀後半、遅くとも1463年にはこれを切り抜け、修道院の施設を建設している。この頃から修道院は最初の最盛期を迎え、時には50人以上の修道参事会員が暮らした。しかし16世紀初めには衰退が始まった。1631年には、わずか7人の修道士がこの修道院に住むだけであったと伝えられている。
1647年9月21日、スウェーデン軍がこの修道院を略奪した。再興されたのは1662年になってからであった。修道院に新たな発展が興り、17世紀後半には再び12名ほどの修道士が住んだ。しかし18世紀後半には再び衰退が始まり、これを留めることはできなかった。修道院は最終的に、世俗化によって1803年に強制的に廃止された。

### ミュンスターのシュティフツフェーデ
1450年のミュンスター司教ハインリヒ2世フォン・モールスの死後、その後継者を巡って争いが起きた。いわゆるミュンスターのシュティフツフェーデである。2人の競合する候補者が対立した。ミュンスター市、ホーヤ伯ヨハン1世および司教区内の世俗の貴族の多くがエーリヒ1世フォン・ホーヤを推した。これに対して、ケルン大司教ディートリヒ2世は弟にあたるヴァルラム・フォン・モールスを推薦し、教皇の裁定により司教の地位を勝ち取った。表面上は2人の候補者の争いと見えるが、その舞台裏はヴェストファーレンでの優位性を巡るケルンとクレーヴェとの戦いであった。
ミュンスターや他の司教区内の都市と同様に、ライネもエーリヒ1世フォン・ホーヤ陣営につき、公然と彼を対抗司教として扱った。支援の見返りにエーリヒ・フォン・ホーヤは、特権や権利を侵害しなかった。

#### 司教位を巡る戦争
1451年半ばにホーヤ伯ヨハンとクレーヴェ公ヨハン1世は同盟し、対抗司教のエーリヒ・フォン・ホーヤに司教区における公式な主権を与えるため、新司教ヴァルラム・フォン・モールスとケルン大司教に対して宣戦布告した。ヨハン伯とヨハン公は常に優位であったが、戦闘での勝利や都市の占領にもかかわらず、決定的な勝利を手にすることはできなかった。このシュティフツフェーデはヴェストファーレン北部全域を重大な巻き添えにした。

#### ライネ市の略奪
1456年10月3日にヴァルラム・フォン・モールスが亡くなると、ようやく紛争は解消された。エーリヒ・フォン・ホーヤが再び対立候補となったが、今度は教皇は両者のどちらも司教に指名せず、フェーデに加わらなかった第三者に司教位を授けた。この戦争は平和条約締結により1457年10月23日に正式に終了した。
エーリヒ・フォン・ホーヤ陣営の支援を行ったライネに報復が行われた。この報復者、すなわちライネ市の敵対者には、ベントハイム＝シュタインフルト家が参加した。1457年10月29日、わずか数日前に平和条約が締結されたにもかかわらず、シュタインフルト軍はライネを襲撃し、略奪し、2人の市長や多くの市民を誘拐した。彼らは1458年5月までライネを占領し続けた。撤退と人質解放の代償も市に義務づけられた。シュタインフルトは1458年のクリスマスまでに2,000グルデンの身代金を獲得した。ライネは最大限の努力を払いほぼ全額を工面した。特に市長についてはすでに前年に7,000グルデンを、略奪したシュタインフルト軍に巻き上げられていた。
急襲、占領、市民の拉致、そして最終的な身代金の強奪は、市に深い不名誉と屈辱を負わせ、その後ライネとベントハイム＝シュタインフルト伯との間に粗悪な関係を遺した。

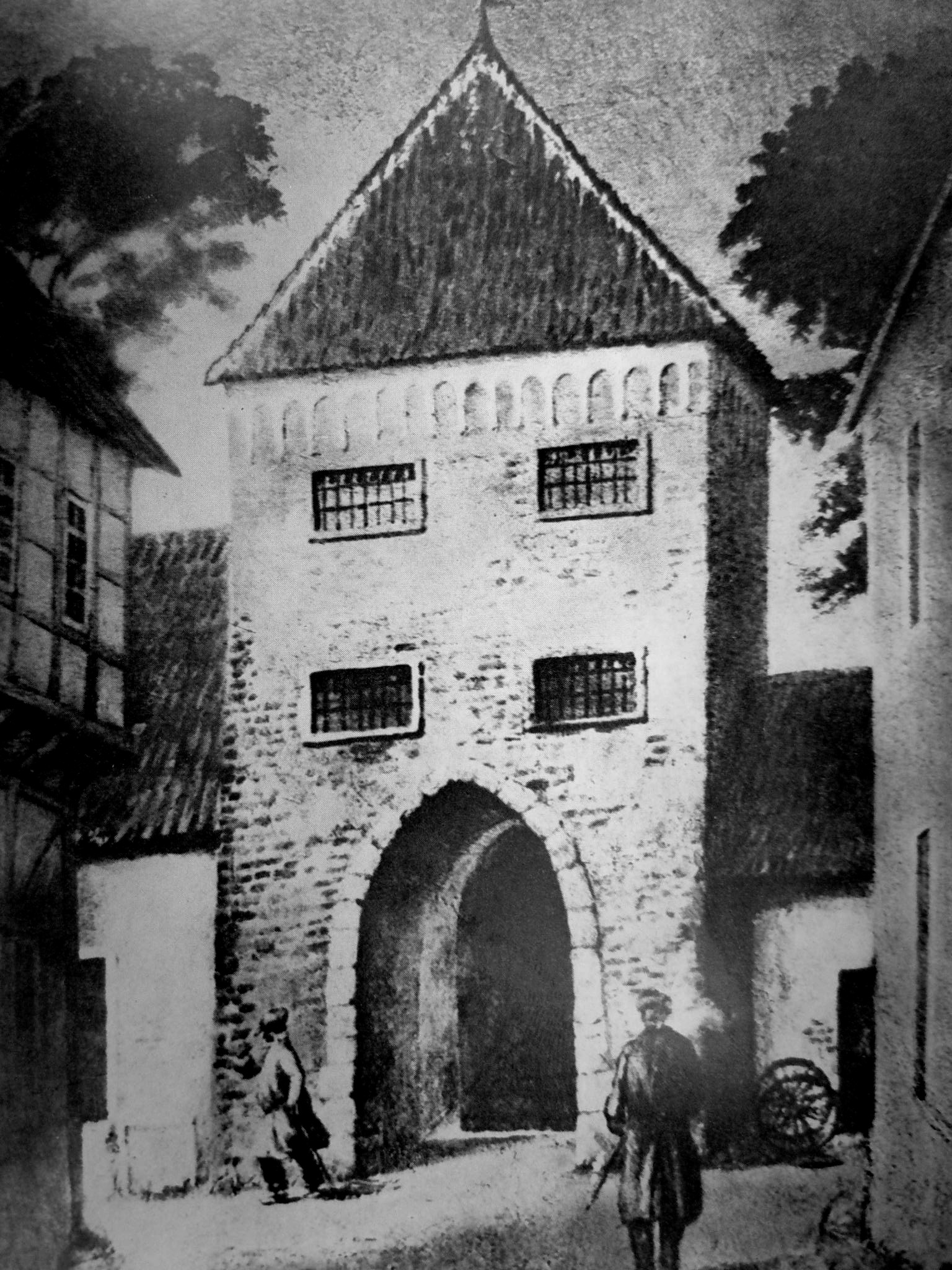
拡張された市壁に設けられたティー門（19世紀中頃）

### 農村ティー
鷹狩り場の施設と、数百メートル上流の初代市教会の建物によって、この集落には歴史上古くから2つの中心があった。教会およびその後に造られたマルクト広場の周辺には、後世ライネ市の中心となる建物が建設された。しかし、鷹狩り場のすぐ近くには第2の、村落風の集落があり、1362年に初めて "ty" として記録された。別表記の "Thie"　は、ヴェストファーレンでしばしば見られる農場名で、早くもザクセン時代から村の広場や裁判所として伝えられているが、共同の農場、牧草地、森林についても用いられた。

#### ティーの合併
1327年に最初の都市防衛施設が完成した後、ティーは市壁の外にあり、自前の防衛施設を持たず、ライネ市とは対照的に完全に農業の村落であった。ティーがライネ市に編入されたのにはおそらく多くの理由があった。重要な理由の一つが、1457年のシュタインフルトの襲撃が成功したことが証明しているように、農村ティーによってライネの都市防衛施設が著しく弱体化されていたことであった。攻撃はティーで行われ、市壁のすぐ外側に建物があることが防衛側から攻撃者接近の早期発見を妨げ、市壁の防衛側からの攻撃に対する優れた遮蔽物となったのであった。
早ければ1463年、遅くとも1490年に、ティーは拡張された市防衛施設の内部に取り込まれたことが、文献によって証明されている。ティーは一定の独立を保ち、市内にあっても現代まで伝統を保持している。

### ライネの再洗礼派
再洗礼派の宗教改革運動は、16世紀初めにスイスで始まった。再洗礼派は、数年の内に宗教改革の重要な分派として、ヴェストファーレンを含むドイツ、オーストリア、オランダ全土に急速に広がった。特にミュンスターの再洗礼派による反乱は歴史上重要な特別な役割を演じた。ライネでは、ラインキング夫人の家が再洗礼派の拠点となった。この家は、1530年頃にミュンスターの再洗礼派「国家」の「王」となったヤン・ファン・ライデンの姉にあたる、再洗礼派の「女王」の所有であった。

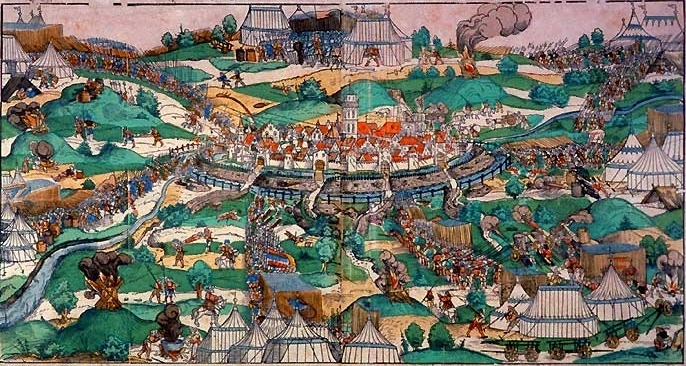
1534年のフランツ・フォン・ヴァルデックによるミュンスター攻撃

1534年に司教領主フランツ・フォン・ヴァルデックに包囲されたミュンスター再洗礼派は、他の再洗礼派組織にミュンスターを解放する援助を請うためにあらゆる方面に使者を出した。ライネでは、使者はラインキング婦人に迎えられ、もてなされている。このことから、ライネにも少なくとも小さな再洗礼派組織が存在していたと考えるのが自然であると思われる。
司教領主フンラツ・フォン・ヴァルデックがライネを領邦会議に招待していることが示すように、ライネの再洗礼派の人数や影響力はそれほど大きくはなかった。1533年に司教区の等族たちが再洗礼派制圧しうる機会であるかどうかの検討会議をこの街で行っているほどである。
ミュンスター再洗礼派包囲戦で、ライネのゴー伯（ゴー裁判所判事）ヨハン・クロイツァーは、ミュンスターのルトゲリ門前方面の第2軍総司令官を務めた。彼は、ここで目を負傷したため、ミュンスター市攻略には参加できなかった。
暴力的な結末で、1535年6月24日にミュンスター市が制圧され、ほぼすべての再洗礼派が処刑された後、ライネにおける再洗礼派に関する報告も鳴りを潜める。1537年に1度だけアムト・ライネ＝ベーヴェルゲルンに再洗礼派が住み、逮捕され、尋問されたが、処刑はされなかった。

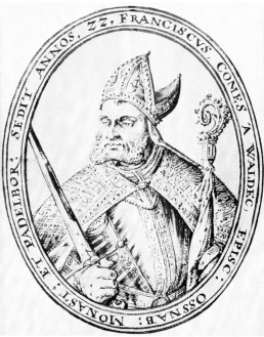
フランツ・フォン・ヴァルデック

### ライネの宗教改革
再洗礼派に勝利した後、フランツ・フォン・ヴァルデックは、ミュンスターやライネを含む司教区内の都市との間で、1542年に援助・防衛同盟を締結した。翌年の領邦会議で彼は、マルティン・ルターが著したアウクスブルク信仰告白をモデルとして修道院を改革する提案を、都市を含む等族に対して提出した。
フランツ・フォン・ヴァルデックは、ミュンスター聖堂参事会の抵抗に頻繁に直面した。他の政治的な動機からも、ヴァルデックは1553年に亡くなるまで福音主義の教義に転向した人々を保護・支援することで満足しなければならず、司教区内で本格的な宗教改革を敢行することはできなかった。これはライネでも同じであった。本市は、当初、名目上はカトリックの街であった。ヴァルデックの存命中から特にその死後にかけて、ライネの住民は徐々にプロテスタントへ向かっていった。1579年頃には、ミュンスター司教領はカトリックに留まっていたものの、司教領内の貴族の多くがアウクスブルク信仰告白に傾倒していた。

#### プロテスタント主義の強化
ミュンスター司教ヨハン・フォン・ホーヤは1571年に詳細な教会巡視を命令し、1573年にはライネもその対象に含まれた。この街の巡視では特に2つの弊害が記述されている: プロテスタントの教義の侵入と聖職者の「風紀紊乱」である。ライネで告発された状態は、特に牧師アルノルト・トム・ドレッケという人物のことを述べている。この人物は公然と同棲生活を送り、多くの子供をもうけ、息子のヘルマン・トム・ドレッケに遺産としてライネ教区を遺そうとした。ライネで大変人気の有名なこの聖職者は、市議会やヘルフォルト女子修道院長から強い支援を得ていた。ヘルマン・トム・ドレッケは1595年に父親の教区を手に入れた。

#### ライネでの対抗宗教改革の始まり
ヨハン・フォン・ホーヤもその後継者も、こうした「非カトリック的」状況にうまく対抗する政治力を有してはいなかった。司教領主エルンスト・フォン・バイエルンの治世になってやっと、対抗宗教改革によりカトリックの教義が司教区内に再び定着した。
エルンスト・フォン・バイエルンは、ライネの教区の状態を看過するわけにはいかなかった。彼は1603年にヘルマン・トム・ドレッケを、ルター派教義の流布、貞潔の侵害、とりわけ聖職の非正規売買の罪により告発した。トム・デッケは公的にはその職を剥奪されたが、住民の強い支援を受けて司教に抵抗し、1605年までその職に留まった。死刑宣告が下され、司教の命令で武装した者が派遣されたため、彼はこの街から逃れることを余儀なくされた。彼の後継者は強固なカトリック聖職者のヨハン・シュメッデス司祭で、市は深刻な状態に陥った。彼が到着したことで、司祭館は「壁だけを残して」空っぽになった。さらに何人かの市民は新しい司祭を殺すと脅迫した。
この頃プロテスタントの教義はライネ市や司教区内の他の地域でも明らかに深く浸透していた。司教エルンスト・フォン・バイエルンはライネに確かな信頼できるカトリックの聖教者を任命したが、住民や議会の意思に反してこの街の圧倒的なプロテスタント主義を駆逐する手立てをほとんど持っていなかった。司教区全域で同じような状況が見られた。
エルンスト・フォン・バイエルンは、70年以上前の再洗礼派に対する古い規則を改定した。彼は、すべての福音主義者は再洗礼主義者であると直ちに断じ、1611年4月1日、ライネ市（および司教区の他の都市）から立ち去るように命じた。この命令は本市ではほぼ完全に無視され、司教はライネの対抗宗教改革では特筆するような成果を上げることなく1612年に亡くなった。
後継司教のフェルディナント・フォン・バイエルンも、ライネの「大量の邪教徒たち」（1613年4月6日の文書の記述）を制御することができなかった。司教は、福音主義の教義の信奉者に対して国外追放から財産没収までを含む罰を科す一連の規則を施行したのだが、カトリックの司祭は司教に対して「貧しい労働者や職人だけ」が従っていると愚痴をこぼしている。都市の指導者層はその後も抵抗を続けた。
2人の市長のうち1人が礼拝に参加しなかったことで重い刑罰を科された。もう一人の市長は礼拝に参加したが、コミュニオンを拒否した。市の指導者層から絶え間ない嫌がらせを受けた司祭は、市議会は「転向（そしてカトリックの信仰に復帰）するつもりがない」と嘆いた。

#### プロテスタントの追放
三十年戦争に伴う戦闘的な宗教対立が始まり、ライネでは1623年に遂に対抗宗教改革が敢行された。市議会はカトリックの皇帝軍の宿営に抵抗した。ティリー伯による短い包囲戦の後、プロテスタント指導層全員が追放され、皇帝軍により役人が任命された。

### ライネにおけるエムス川の堰と水運

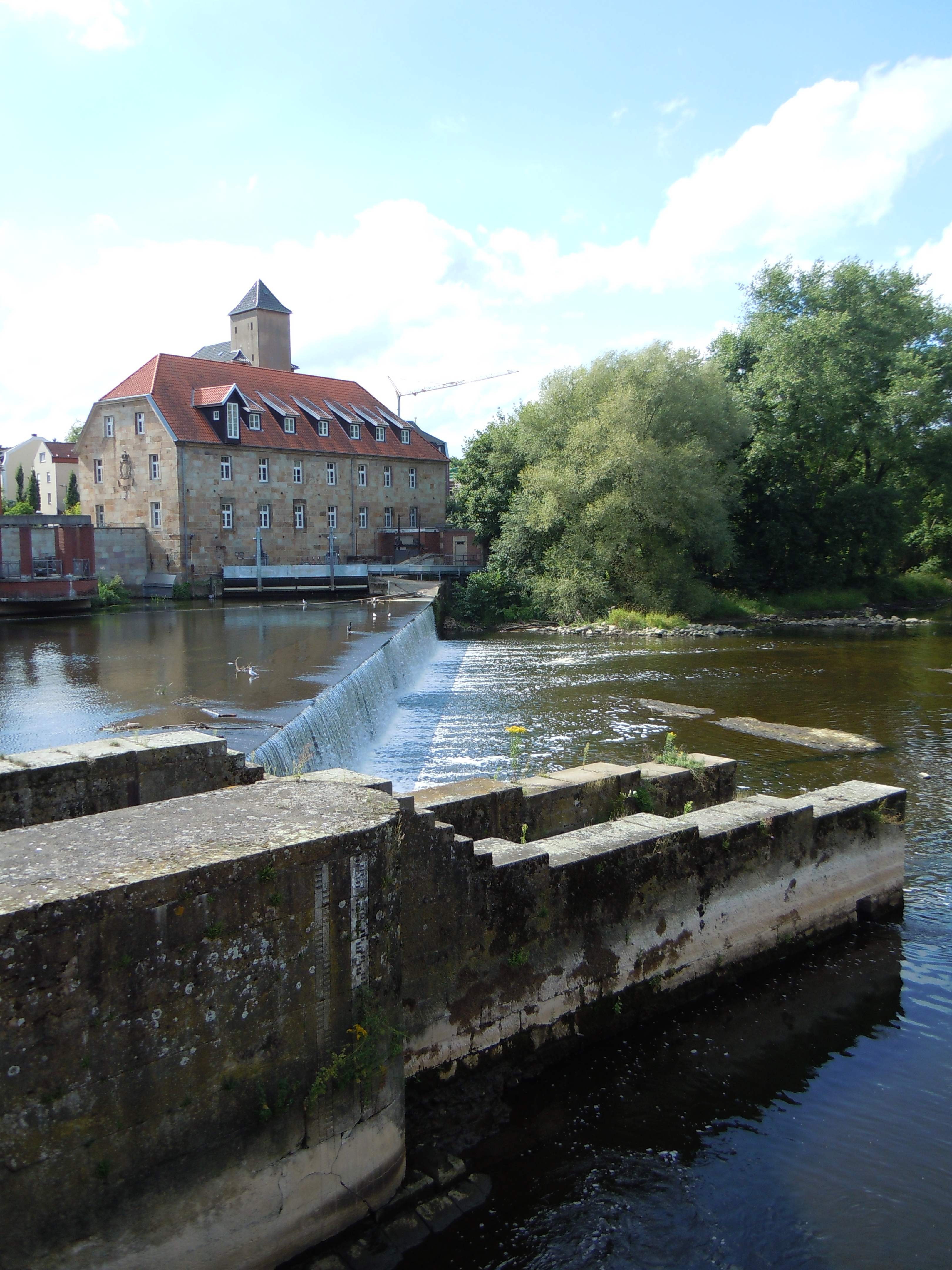
ライネのエムス川の堰。背後は14世紀の水車の後継建造物で、現在は発電所として利用されている。

エムス川は、ライネ周辺地域でも、すでに約2000年前からローマ人がまだ占領していない北方ゲルマニア征服のための水路として利用していた。この水路は、水位が高いときにだけボートが利用されたというわけではなく、大型の船も航行できた。しかし、16世紀になるまでエムス川全体を航行できるようにして交通に利用したり、それを維持したりするという努力はほとんどなされなかった。
ライネ地域のエムス川が交通技術的にも開発されたことは、1362年に初めて記録されているが、これはミュンスター司教領主に属すライネの水車のおかげであった。この穀物水車は、一面ではミュンスター司教領主にとって確実な収入源の一つであったが、他方では自然で無秩序な川の性質の不確実性に依存することを受け容れる必要があった。つまり、洪水が木製の水車の堰を定期的に破壊したのであった。この堰は、かつてのエムス川の渡渉地付近で川を堰き止めることで、水車の駆動を可能にしていた。水車の堰はおそらく毎年破壊され、堰を失った水車は営業できなくなり、数ヶ月にわたって収入を失う原因となった。
さらに、定期的に破壊される水車の堰の修繕を義務づけられ、その間農作業ができなくなる農奴の経済的逼迫が生じた。堰の修繕資材（主に材木）を予め、伐採し、貯蔵し、加工し、堰まで輸送する必要があり、そのためのコストも影響した。これは建築費用の増大につながった。
こうした状況を打破するためにミュンスター司教フランツ・フォン・ヴァルデックは1550年に高さ 3 m、長さ 33.5 m の石造のダムをエムス川に建設し、航行に適した右岸側に接した。遅くとも1576年にライネの新しい堰のおかげでついに曳舟道の整備が可能になり、エムデンからグレーヴェンまでのエムス川を艀が航行できるようになった。水門を備えたエムス川の堰は、その基本コンセプトや施設が現存しており、エムス川の航行が実現したことの最も古い証拠となっている。
1685年に交易のために、グレーヴェンを経由してミュンスターまで大型船もエムス川を航行できるように、さらなる改良が行われた。ここで問題となったのがライネ付近のエムス川徒渉地の水深が浅いことであった。これでは喫水の深い船舶は水深が足らず通過できない。1686年と1867年に、ライネ付近の岩の川床を爆破して深くする試みが行われた。現在でも水位が浅くなるとその痕跡が見られるが、この試みは完全に失敗であった。1724年に選帝侯クレメンス・アウグスト1世フォン・バイエルンはミュンスターまで水路で結ぶ計画を再び採用した。しかし彼は、エムデンと司教領とを結ぶためにエムス川を拡大という古いアイデアではなく、後に彼の名にちなんでマックル＝クレメンス運河と呼ばれることになるオランダの水路網を利用してゾイデル海とを結ぶ水路を構想した。しかしこの計画も成功裏に完成することはなかった。

### 八十年戦争で混乱するライネ
スペイン＝オランダ継承戦争とも呼ばれる八十年戦争は、1568年から1648年まで戦われた。ミュンスター司教領は、したがってこれに含まれるライネ市も、戦争当事者の前線に巻き込まれた。1581年7月24日にユトレヒト同盟各州がスペイン王からの独立を宣言した。スペインとオランダの軍隊は、兵士を養うために国中を略奪しただけでなく、近隣のミュンスターラントでも何十年にもわたって戦争を行った。
両陣営の敵軍による領域侵犯に対して、脆弱な帝国は政治的にも軍事的にも対処することができず、その結果ミュンスター司教領は、最終的には失敗に終わった国土防衛に単独であたることになった。同時代の描写は、オランダやスペインの絶え間ない略奪行がライネ付近のみならず、遙か遠く、一部はパーダーボルン付近にまで至ったことを報告している。

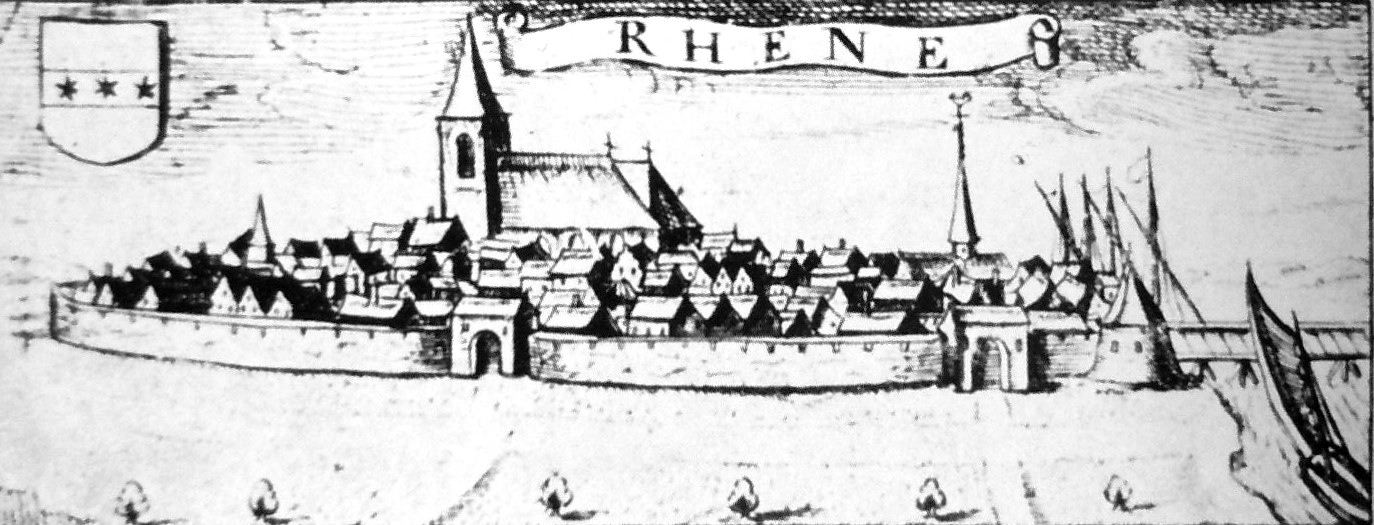
1600年頃のライネ市

1589年にノイエンキルヒェン近郊のベントラーゲとランダーズムでの略奪が報告されている。同年10月に400人からなるスペイン兵の軍隊がライネ市を奇襲で占領しようとした。敵はすぐに見つかり、奇襲は失敗した。この失敗に憤慨した兵士たちは、4人の市民を射殺し、門前に位置する家屋2軒を焼き払い、市壁の外に住んでいた住民のすべての持ち物とすべての家畜を奪っていった。

#### スペインのライネ占領
その後スペインは繰り返しライネを占領しようと試みたが、市の防衛施設によって何度も失敗した。スペイン軍は、1598年にオランダ軍に対して総攻撃を行い、同じ年の11月から12月にかけて
ミュンスター司教区の主要都市を占領した。ライネ市もスペイン軍に占領され、1599年の復活祭まで占領状態が続いた。年代記者はこの頃に、略奪、強盗、恐喝、住民への絶え間ない干渉が、市内だけでなく、周辺の村落や農場でも行われたことを報告している。オランダ人もこの間おとなしくしていたわけではなく、防衛力を失ったミュンスター司教区で盗難を繰り返した。
「スペイン人兵士には、悪党、盗人、裏切り者しかいない」と同時代のミュンスターの年代記者メルヒオール・レッヒェルはこの頃のことを記述し、さらに「総じて、存在する限りでこの司教区よりも大きな損害を受けた場所はない。ヴァルラフ司教時代（ミュンスター・シュティフツフェーデの時代）や再洗礼派戦争の時代にも大きな被害に苦しんだが、これはそれらとは比べものにならない。現在ほど多くの貧民が生まれたことはなかった」と述べている。

#### 平和条約
1609年にやっとスペインとオランダとの間で12年間の休戦が締結され、ライネやミュンスター司教区は一息つくことができた。しかしこの平和の時代は短い間しか続かなかった。1618年には三十年戦争が始まり、この街に改めて貧困と惨状がもたらされた。

### 三十年戦争時代のライネ
1609年に八十年戦争当事国のスペインとオランダとの間で当初12年と期限を区切った暫定的な平和条約が締結されたことで、市民はつかの間の平安を許されたが、1618年に三十年戦争が勃発したこととその経過は、その後数世紀のこの街の運命を決定づけた。

#### 前線の狭間の街
この戦争は、ある意味では、ハプスブルク家とフランスとの対立であり、ヨーロッパにおける覇権を巡る戦いであった。この戦争は、神聖ローマ帝国内のカトリック連盟とプロテスタント同盟とが激しく戦ったドイツ領邦間の宗教戦争でもあった。
三十年戦争の始まりはライネにとって微妙な状況をもたらすものであった。この街はミュンスター司教都市として公的にはカトリックのミュンスター領主司教の下にあったが、街自体にはプロテスタント思想が市民の間に深く根付いていた。1618年1月18日の戦争開始時、カトリックに忠実なライネ司祭シュメデスは司教領主宛の密書に、この街には代理司祭がおらず、教会の補助要員もいない。市長と8人の市議会議員のうちカトリック信者は1人だけだと書いている。
戦争勃発の何年も前からすでに、ライネはカトリックの司教領主の高権とプロテスタントを主流とする指導層が対決する緊張関係にあった。しかし、司教領主は市に対して実力行使し、司教領主に忠実なカトリックの都市指導者を送り込むほどの実力を有してはいなかった。
1623年に司教領が三十年戦争の本格的な危機的状況にさらされたときに状況は変化した。

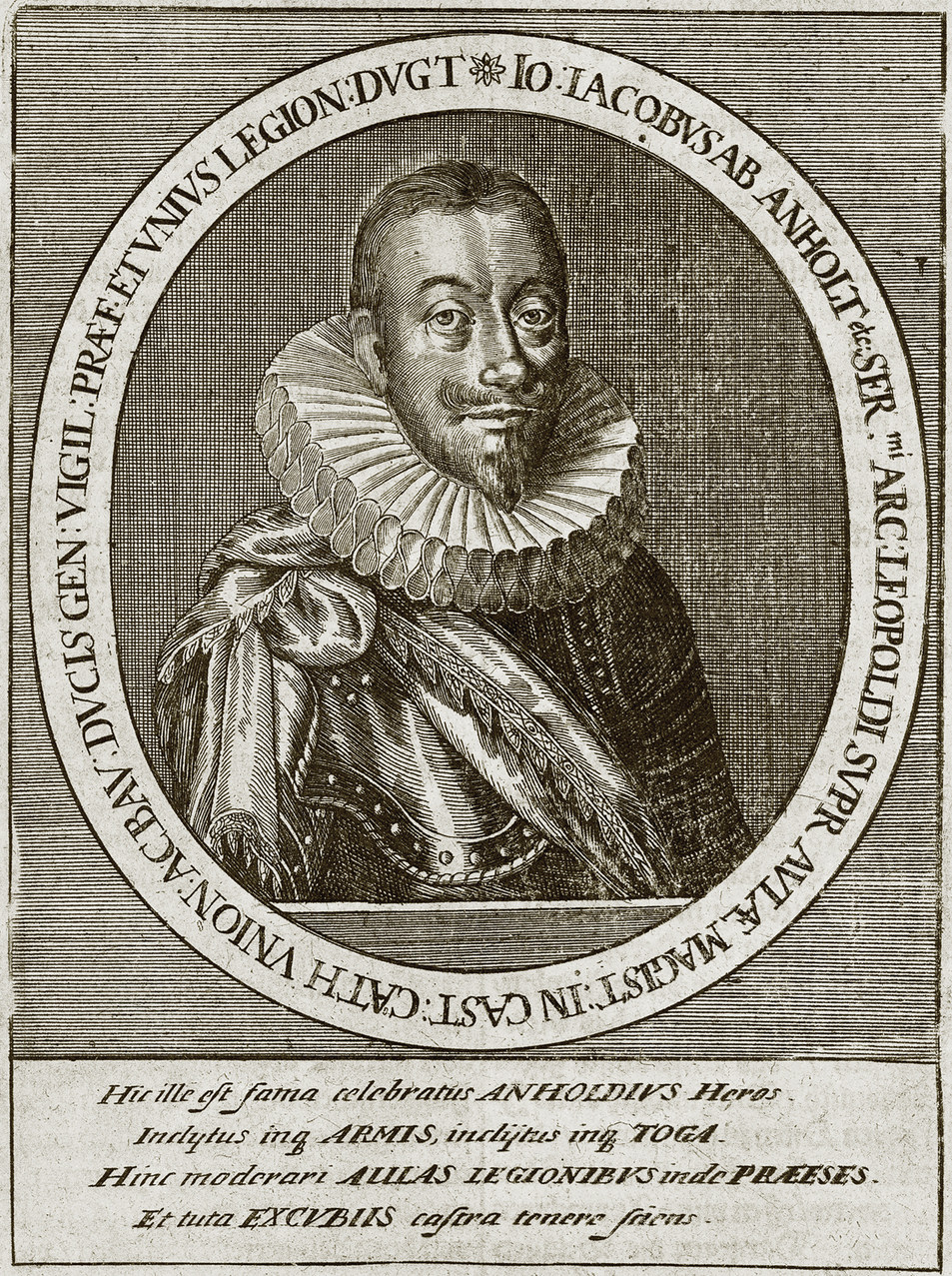
マテウス・メーリアンによるアンホルト伯の肖像

#### ミュンスターラントの最初の軍事的危機
1622年10月25日、傭兵部隊とともにライン川を越えたプロテスタント同盟の軍事司令官エルンスト・フォン・マンスフェルトは、強奪や略奪を行いながらベントハイム伯領に素早く侵攻し、1623年半ばまでにミュンスターラント全域を含む（したがってライネも含まれる）ミュンスター司教領のニーダーシュティフトを軍事的に脅かした。
ミュンスター司教・選帝侯フェルディナントは、カトリック連盟のティリー伯の副司令官ヨハン・ヤーコプ・フォン・ブロンクホルスト＝バーテンブルク（アンホルト伯とも呼ばれる）に軍事的援助を依頼した。
アンホルト伯は軍を援助するためにミュンスターラントに向かって行軍した。選帝侯フェルディナントによって司教の街に、アンホルト伯の兵士らを宿営させ、物資を供給するよう命令が下された。フェルディナントはその手記の中で、何者にも妨げられることなく国中で殺害、略奪を行ったマンスフェルト軍がにどのような災いが待ち受けているかと記した。しかし、ヴェルネとテルクテを除くすべての司教都市は、厳しい罰則にもかかわらず、アンホルト軍の宿営を拒否した。

#### ライネは服従を拒絶した
ライネも宿営を拒絶した。その理由の1つは、明らかに、市民にとって傭兵隊はどれも同じようなものであり、同盟軍であろうが敵軍であろうが同じように振る舞う者であったことにある。カトリックであるかプロテスタントであるかに関係なく、無規律、殺意、略奪欲にかけては人後に落ちない者ばかりだと同時代の史料に記されている。市とその住民の身体、生活、財産に大きな損害を与えた1598年のスペイン兵による占領を市民はまだ鮮明に記憶していた。
2つめの理由は諸都市への命令が下される直前に、自らの力と自らの費用負担で防衛施設が強化され、防衛出動隊が整備されていたことである。このため壁の中の住民たちはおそらくこれで安心だと感じていた。そして特に、プロテスタントにシンパシーを感じるライネ市民は、カトリック連盟の軍隊を壁の中に入れることを拒絶した。
市議会、ギルト、市長が共同でアンホルト軍の宿営を拒否することを決議することは大きなリスクを伴っていたが、それは領主への服従を拒絶することをも意味していた。振り返って見れば、市民たちは自らの力を過大評価し、アンホルト軍の勢力や戦闘力を過小評価していたといえる。

#### ライネ城砦の陥落
司教の命令の他に、司教領の諸都市にアンホルト軍の宿営を指示するカトリック教会の指示書も発行されていた。しかしこの指示書もライネ市民の意思を変えさせることはなかった。このためアンホルト伯はついにライネ市および司教領のその他の都市に対して軍事的侵攻を行った。
1623年2月20日にライネ市の包囲戦が始まった。夜間に8門の砲から併せて145発の弾丸が市に撃ち込まれ、包囲軍は市の壕にまで進軍してきた。同時代の史料は市の防衛に際しての市民の勇気を褒め称えている。「高級官僚が自ら中を携えて出撃した」と書かれているが、市民の抵抗は無益であった。夜中の3時頃、市は包囲軍に降伏し、慈悲を乞うた。

#### 敗北の結果
敗戦はライネにとって高くついた。200人ではなく600人の兵士が市に宿営した。市の財政から軍に毎週400ターラーを支払った。文献により、17世紀当時のこの地域の農民の週給は約1ターラーであったと推定されている。住民たちは飢えと、さらにはペストや赤痢の流行に苦しめられた。
同じ年、1623年8月13日から19日まで、ティリー伯の軍隊がライネおよびその周辺地域で休息をとった。「すべての土地が吞み尽くされ、すべての穀物が食い尽くされ、すべての家畜がつぶされた」とある史料に書かれている。惨状は甚だしく、「垣根の柱も無傷で残ったものはなかった」という。

#### 都市特権の剥奪とプロテスタント信者の追放
市に対する過酷な処罰はまだ続いた。司教の委員会が市長、市議会、ギルトの会員を尋問し、市全体が服従拒否で有罪とする判決が下された。市議会議員（参事会員）と市長は自宅に監禁され、再び市の行政運営に関わることを禁じられた。1623年10月に、新しく、純粋なカトリック信者で司教の命令に従順な議員に置き換えられた。司教は、最終的にこの市のあらゆる特権、収入、法律、税を剥奪し、市民に対しては25,000ターラーの罰金を科した。ただしこれは最善を尽くしても支払い不可能と判断され、1625年に5,000ターラーに減額された。
ライネの全プロテスタント住民およびこの出来事に関わった市の裕福な指導者層は、市長によって期限を切られ、その間にルター派の信仰を放棄するかこの街から立ち去るかの選択をさせられた。1625年5月25日、圧力に屈しないことを選んだプロテスタントの27家族がこの街から去って行った。その中には、「最も裕福で、最も名高い家族たち」と年代記に記されているように、かつて市会議員や市長を務めた人物も含まれていた。
本市は、ほぼすべての指導者層を一度に失い、19世紀初めまでその喪失に耐えなければならなかった。
1632年3月、新たなカトリックの市議会が司教領主の高権に対する服従を文書で表明すると、市に多くの特権が返還された。しかし、市の行政当局は司教の監視下にあり、重要な決定に対しては明確に拒否権を発動した。

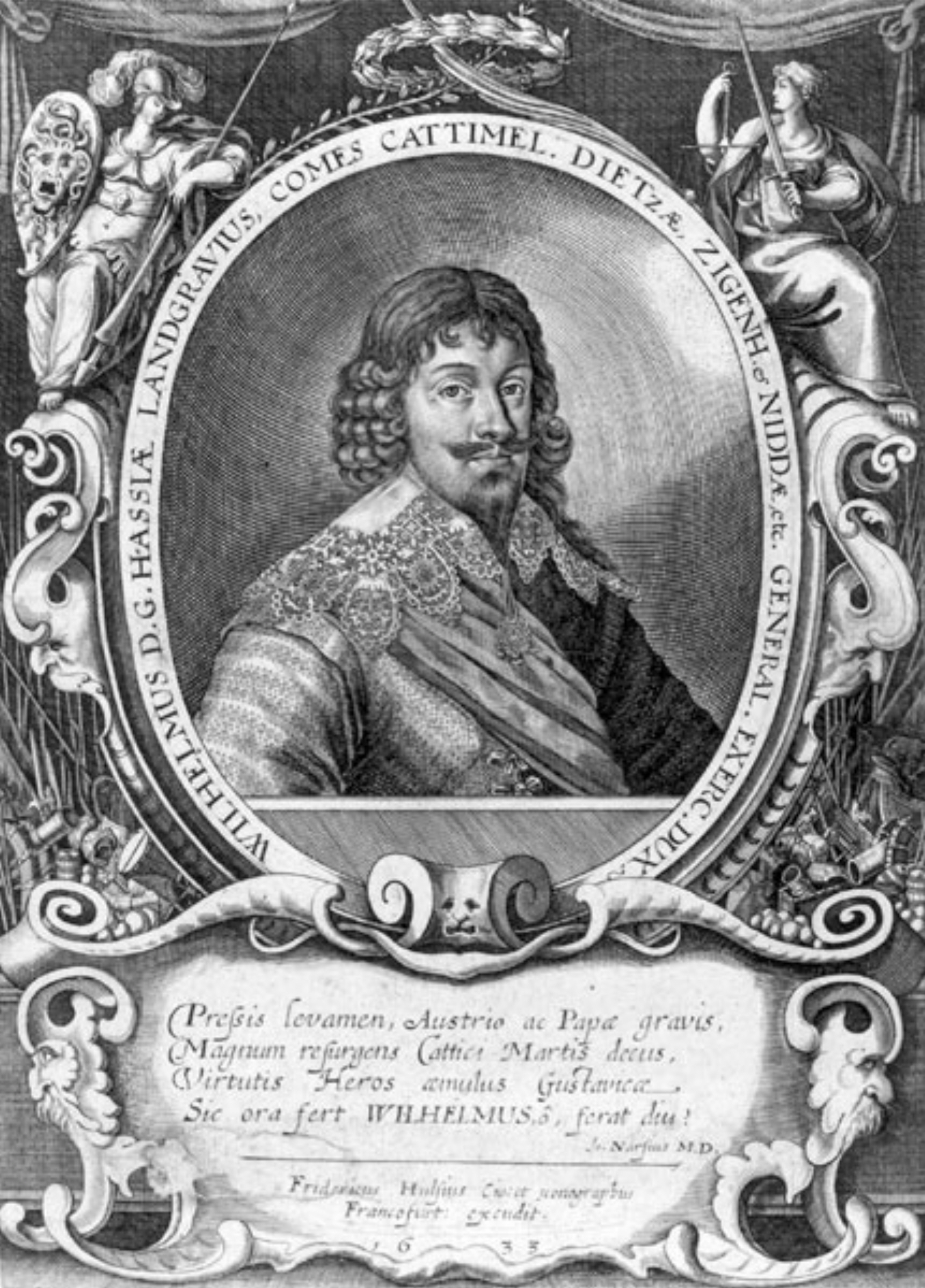
ヘッセン＝カッセル方伯ヴィルヘルム5世

#### ヘッセンによる市の占領
1623年のカトリック軍による征服以降数年間、ライネ市は三十年戦争の戦闘にわずかに接しただけであった。本市が再び戦場となったのは1633年で、ヘッセン＝カッセル方伯ヴィルヘルム率いるプロテスタント軍がヴェストファーレンに進軍し、ミュンスター司教領の大部分を占領した。
ヘッセン＝カッセル方伯ヴィルヘルムは、1633年8月29日にライネ市の包囲を開始し、大口径の砲で砲撃を行った。包囲3日目に市長と市議会は降伏交渉を願い出た。9月4日に約250人のライネ市から募兵された防衛兵が軍事的な栄誉とともに入城を果たし、市に課された条件も「名誉ある、穏やかな」と表現されるものであった。さらに市は、占領の負担を単独で負うのではなく、周辺地域もヘッセンの維持費用を負担した。
当時の戦闘行為の過程から最大12中隊の勢力を有するヘッセン軍は特別に良く訓練されており、市は八十年戦争におけるスペインによる占領や1623年のカトリック軍による占領ほどに苦しめられることはなかった。それにもかかわらず、この占領時代にも（特にその末期には）市の大きな経済負担や占領軍兵士の市民への暴行が報告されている。1633年9月4日から1635年1月25日に解放されるまでの占領費用と奪われたこの街の財産の総額は69,796ターラーと見積もられている。

#### 司教軍による市の解放
1634年末にヘッセン占領軍は、ミュンスターラントおよびミュンスター司教領における勢力範囲を拡大・強化する機会を得た。このため1635年1月初めにライネ占領軍の大部分がコースフェルト、ボルケン、フレーデン、その他の町に向かって出撃した。ライネ市からは軍の情勢が常にもたらされていたため、ライネ要塞の守備が手薄になったことを司教軍に秘匿しておくことはできなかった。
市内に残っていたヘッセンの守備兵は、当時の記録によれば、警戒心と自制心を欠いており、情報を管理することに失敗し、市の濠の凍結予防を怠った。
ミュンスター司教領を急いで移動した軍隊は隊列を組み、1月25日に市の前に現れた。濠は凍結し、壁に見張りはなかった。司教軍はハシゴを使って壁を乗り越え、人目につくことなく市内に侵入できた。街に残っていたヘッセン司令官は昼間の結婚式で酔っ払っており、気づくことができなかったのだと報告されている。驚愕した守備兵は、150人が殺害され、300人が捕虜になったと、同時代の年代記者は報告している。
同じ日に、捕虜と高価な略奪品がミュンスターに送られ、市の守備のために1500人の兵士がライネに残された。

#### その後の戦争
1635年のヘッセン兵からのライネ解放は、市や市民の状況を改善することはなかった。その後、プロテスタントのスウェーデン＝ヘッセン軍がカトリックの皇帝軍が支配するヴェストファーレンおよびミュンスター司教領内で勝利を収めた。
その間、本市は皇帝軍の支配に耐え続け、巨額の費用を支払った。この時期にも市民と占領兵士との間で紛争があったことを年代記者は報告している。
ハンス・ヤーコプ・クリストッフェル・フォン・グリンメルスハウゼンは、その小説「阿呆物語」（1668年/69年刊行）の中で章をさいて（第3巻第8章から第10章）この時代の占領下におけるライネの生活を活写している。
1637年、占領兵や市民の間でペストが再び猛威を振るった。1641年にミュンスターとオスナブリュックで最初の和平交渉が始まった時ですら、すべての戦闘行為が衰えることなく続いていたため、市民や市にとって何も変わることはなかった。

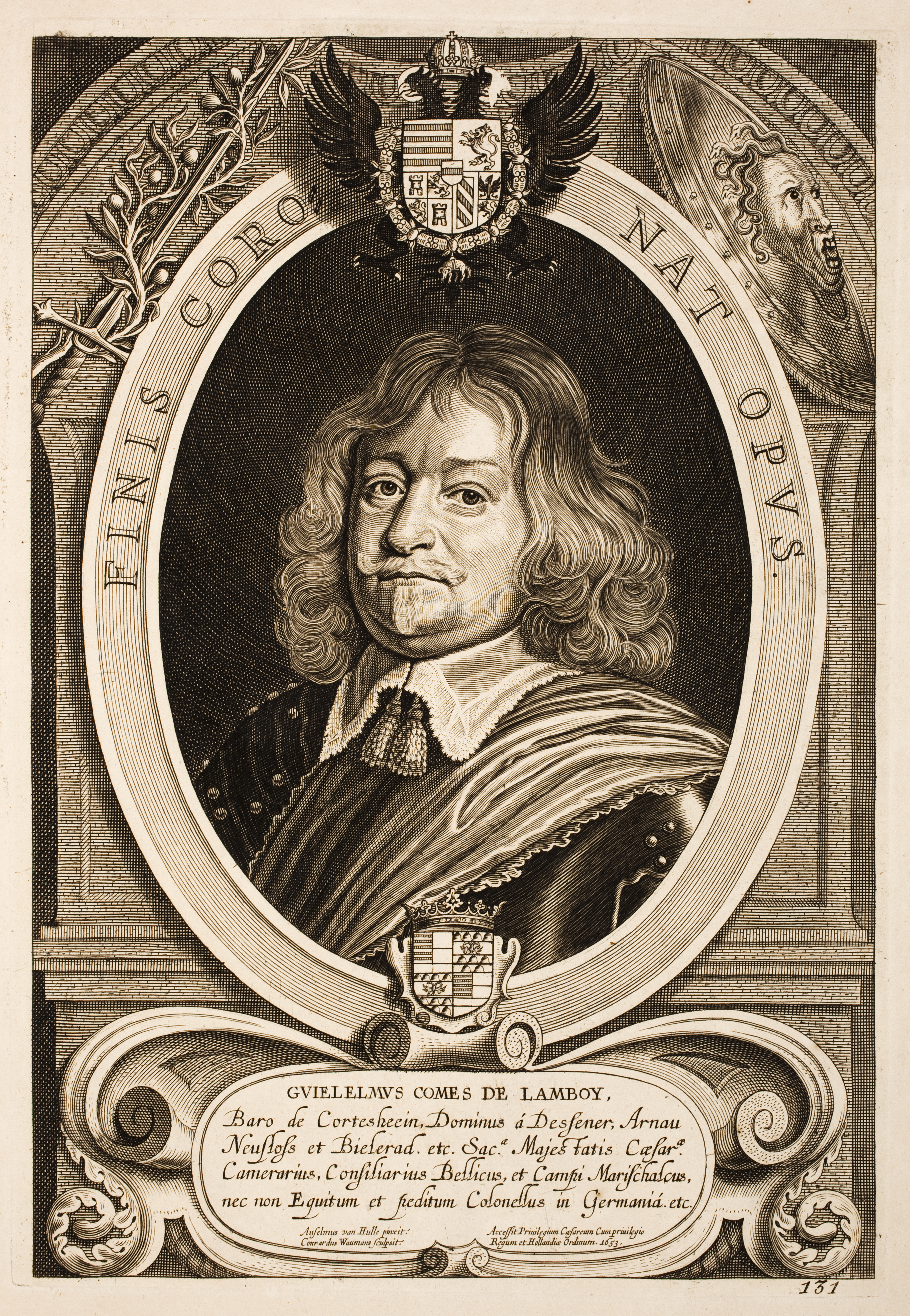
ギョーム・ド・ランボイー

#### 1647年の市の破壊と戦争終結
皇帝軍の将軍ギョーム・ド・ランボイーは東フリースラントでヘッセン軍の多くの拠点を奪取したが、スウェーデン＝ヘッセン軍がケーニヒスマルク将軍の指揮下でパーダーボルンから東フリースラント方面に進軍したため、1647年9月に東フリースラントからこれを迎え撃った。
ランボイーは、1647年9月15日にライネに、敵軍の進撃に備えてティーベルクに守備陣地を建設し、ベントラーゲ修道院にその司令部を置いた。
1647年9月20日、ケーニヒスマルク将軍が率いるスウェーデン＝ヘッセン連合軍がライネ市の前に現れ、直ちに攻撃を開始した。ケーニヒスマルクは9月20日から21日の夜間に、灼熱の弾丸を街に撃ち込んだ。その後の火災によって、市議会の議事録によれば 339軒の家屋が焼失した。
9月21日、ケーニヒスマルクはベントラーゲの皇帝軍司令部を攻撃した。修道院には火がかけられ、建物の大半が消失した。
ケーニヒスマルクは、現在も「ヘッセン砦」と呼ばれる森の丘陵に陣を構え、向かい合うティーベルクのランボイーと繰り返し戦闘を展開した。10月19日にケーニヒスマルクは再び赤く熱した弾丸を街に撃ち込んだ。この攻撃により26軒から火災が発生し、街のほぼ全域が灰燼に帰した。

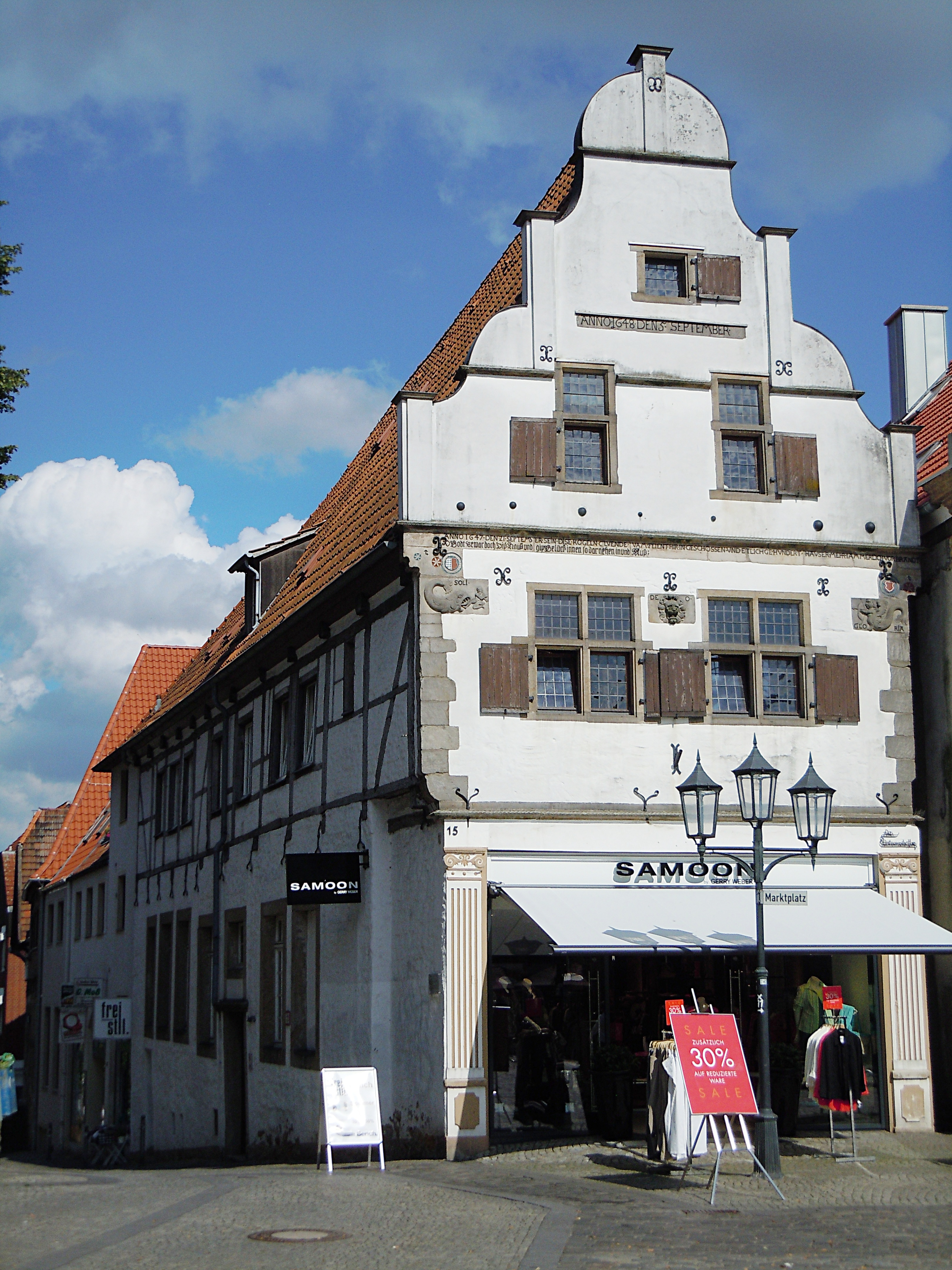
バイルマンシェス・ハウス

ライネのマルクト広場に面したバイルマンシェ・ハウスは現在も市の破壊の証拠を示している。この建物の破風に7発の砲弾が埋め込まれており、9月21日の砲撃によるものであることを示す銘が記されている。
10月30日、ケーニヒスマルクはメッペンに移動し、この街は占領を免れた。ランボイーは、11月3日に陣地を離れた。その軍勢の代わりに、別の一隊が市の防衛のために宿営した。1648年に三十年戦争が終結し、ヴェストファーレン条約が締結された後も2年間、守備兵の宿営は続けられた。

#### 戦争の結果
1655年の市議会議事録では、三十年戦争の間に敵味方含めた占領者のために市が費やした総額を、1647年に破壊された分を含め 645,652帝国ターラー7シリング２プフェニヒと、算定されている。この議事録は、住民の身体や生活の毀損、恐喝、略奪、その他の破壊分は総額に含まれていないと明言している。
本市は、完全に破壊された直後に、ミュンスター司教領主からの復興援助を求めたが、得られなかった。市の参事会は、請願者を近隣市町村や、さらにはブレーメン、ハンブルク、リューベックにまで派遣し、復興のために「キリスト教の寄付」を請うた。寄付は行われたようであったが、都市はほとんどそのままで、三十年戦争の破壊や惨状からある程度立ち直るにはおよそ1世紀を要した。

### その後の都市史概略
1635年からこの地に住んでいたフランシスコ会修道士らが、1659年にかつての修道院（現在の旧市庁舎）にギムナジウム・ディオニジアヌムを設立した。
1759年には大火でファルケンホーフと70棟の建物を焼き尽くした。
1803年、ライネは、世俗化に伴い新たに成立したライナ＝ヴォルベック侯領の首都・宮廷都市となった。この侯領は、ライネとメーズム、エムスデッテン、ノルトヴァルデ、アルテンベルゲ、ノイエンキルヒェン、ザルツベルゲン、シェプスドルフ、エムスビューレンといった集落からなっていた。しかしこの侯領は早くも1806年にベルク大公国に併合され、失われた。1811年から1813年までライネは、フランス帝国のリッペ県の一部として統治された。
1815年にウィーン条約に基づいて、ライネを含むこの領域はプロイセン王国に併合され、新たに設けられたヴェストファーレン州に編入された。その翌年にプロイセンに「郡」が設けられ、ライネはシュタインフルト郡に属すこととなった。
1844年、ミュンスターラントで最初の機械織りの織布工場が建設されたことでライネの工業化が始まった。この織布産業はその後最も重要な経済ファクターとなり、ライネは重要な食産業の中心地となった。
1850年にアルテンライネ、エルテ、メーズム、ライネ・リンクス・デア・エムスがアムト・ライネに統合された。
1855年には、初めての鉄道がライネとオスナブリュックとを結んだ（ハノーファー西鉄道）。この路線は1856年にはエムデンまでの路線（ライネ - ノルトダイヒ・モーレ線）が開通した。
1871年、新たに成立したドイツ国にライネも属した。
1899年8月11日、7年の工期をかけたドルトムント＝エムス運河が完成した。

### 1900年から現在
1919年にミュンスターラントで唯一の操車場がライネに開業した。この操車場は1993年に廃止され、その後取り壊された。
1927年4月1日、アムト・ライネの人口約1万人に相当する地域（ベントラーゲ、ヴァーデルハイムなど）が本市に合併した。これにより人口は 29,598人に増加し、市域面積は3倍となった。
第三帝国時代、ライネからもユダヤ系住民が追放された。連合国軍はこの街を繰り返し爆撃を行った。鉄道路線とドルトムント＝エムス運河が戦略目標となっていたためである。特に激しい爆撃は1944年10月5日と1945年3月21日のもので、それぞれ市内で200人以上の死傷者が出た。1945年4月2日、イギリス軍第157歩兵旅団の部隊との一部激しい戦闘の末、ライネは占領された。
ライネは1945年の終戦後イギリス管理地区に属し、1946年に新たに成立したノルトライン＝ヴェストファーレン州に編入された。この州は1949年に他の西側の州とともにドイツ連邦共和国を形成した。

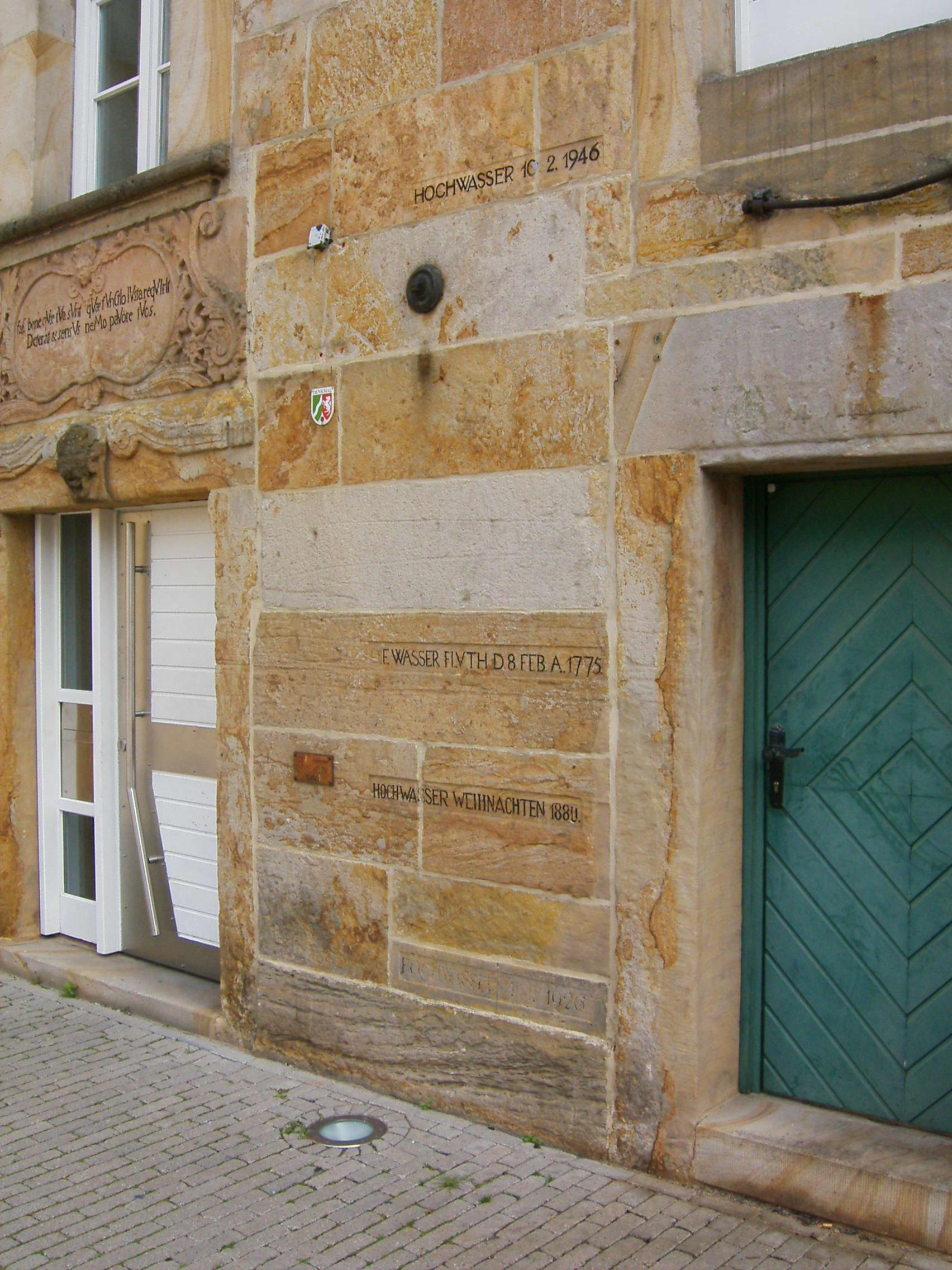
エムスミューレに書かれたエムス川の洪水の水位

1946年2月10日、ライネはそれまでで最悪のエムス川の洪水に見舞われた。市の大半が水没した。
2002年8月15日、市は都市権獲得675年を祝った。

### 市町村再編
市町村再編に伴い、1975年1月1日にそれまで独立していた4町村、すなわちエルテ、メーズム、ライネ・リンクス・デア・エムス（エムス川左岸のライネ）、ライネ・レヒツ・デア・エムス（エムス川右岸のライネ）がライネ市に合併した。またこの際、エルテは無人の 1 ha の土地をヘルステルに、メーズムはエムスデッテンの当時28人が住んでいた 1.40 km2 の土地をエムスデッテンに、また当時11人が住んでいた 10 ha の土地をノイエンキルヒェンに、ライネ・リンクス・デア・エムスは無人の 89 ha の土地をエムスデッテンに、また当時55人が住んでいた 1.00 km2 の土地をノイエンキルヒェンに、ライネ・レヒツ・デア・エムスは当時212人が住んでいた 3.00 km2 の土地をヘルステルに移管した。

## 住民

### 人口統計学

#### 人口推移

ライネの人口推移

中世から近世には、ライネには数百人が住んでいるだけであった。19世紀に工業化が始めると市の人口は急速に増加した。1840年には 2,380人が住んでいたのだが、1925年には 18,000人にまで増加した。1927年の市町村統合で人口は約 1万人増加した。
第二次世界大戦後、ライネにも旧ドイツ東部領土から数多くの難民が到着した。市町村再編に伴い、人口は1974年の 50,558人から1975年1月1日には 71,900人となった。世界中、特に1990年以後は旧ドイツ民主共和国や旧ソ連地域からの移民によって市の人口は増加を続けた。2005年6月30日のライネの公式な人口は 76,374人で、ピークに達した。移民の減少は現在も確認されていない。
市域全体の人口は、1980年代まで歴史を通して継続的に人口が増加したことを統計が証明している。1985年に 71,000人の最大人口に達した後、69,000人にまで減少した。その後ドイツ再統一による移住者やドイツ系旧ロシア人の移住によって1990年頃から強い増加傾向を示した。2008年に人口約 76,000人を記録した。
1980年から2005年までの年間平均出生者数は約800人で、平均死者数の約650人を上回っている。1980年代初め以降の人口増加率は 6 から 6.5 % で、ノルトライン＝ヴェストファーレン州の平均をやや上回っている。

## 行政

### 市議会
ライネ市議会は、44議席からなる。

### 首長
第二次世界大戦後の市長を列記する。
- 1946年4月1日 - 1946年9月15日: ヨーゼフ・バックハウス (CDU)
- 1946年 - 1948年: ゲオルク・ペルスター (CDU)
- 1948年 - 1954年: アルベルト・ビールマン (CDU)
- 1954年 - 1960年: バルドゥイン・エーヒェルマイヤー (CDU)
- 1960年 - 1961年: フランツ・ルドルフ・キュンパース (CDU)
- 1961年 - 1975年: アルベルト・ビールマン (CDU)
- 1975年 - 1994年: ルドガー・マイアー (CDU)
- 1994年 - 1999年: ギュンター・トゥム (SPD)
- 1999年 - 2004年: ヴィルヘルム・ニーマン (CDU)
- 2004年 - 2015年: アンゲリーカ・コルトフェルダー (SPD)
- 2015年 - : ペーター・リュットマン[26]

### 紋章と印章
図柄: 金地に赤い横帯。帯の中に6つの突起がある金色の星形図形が突起の一つを上に向けた配置で3つ描かれている。

#### 紋章史
配色は元々は金 - 赤 - 銀であったが、17世紀に銀 - 赤 - 金に変更され、1954年に最終的に金 - 赤 - 金となった。クレストとして、金と赤で斜めに塗り分けられた開いた翼の間に金の星用いられている。
市の紋章の原型は、ミュンスター司教領の紋章に3つの金色の星を描き加えたものである。紋章記述は、司教領主による市に対する領主権を強く主張していた。司教区の紋章に追加された3つの星は、最初の教会と市の守護聖人である聖ディオニシウスとその従者であるルスティクスとエロイテリウスを象徴している。

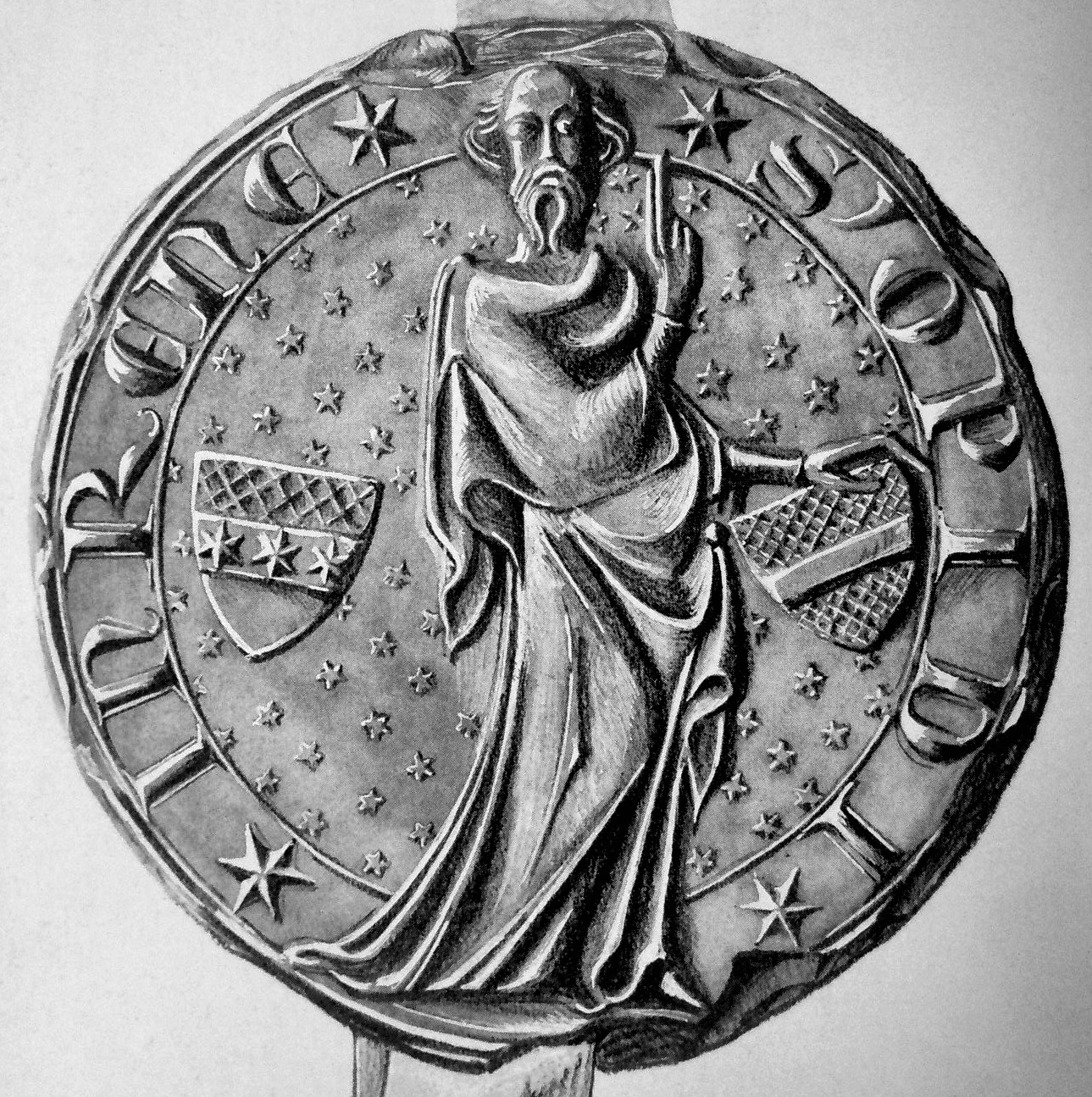
1370年の大印章

#### 大印章
現存する最も古い、1370年の「大印章」は、左手にミュンスター司教区の紋章を持つ使徒パウロを表している。印章の左側（向かって右）に描かれているのは、上部が金、星が描かれた赤い帯
をはさんで、下部が銀の、元々の配色で彩色された市の紋章でである。
大印章は、それにふさわしい重要な文書の作成だけに用いられた。「通常の」公務には、ライネの紋章が描かれた小さな事務印章が用いられた。

### 姉妹都市
ライネ市は以下の都市と姉妹都市協定を結んでいる
- ボルネ（オランダ語版、英語版）（オランダ、オーファーアイセル州）1983年
- ベルンブルク (ザーレ)（ドイツ語版、英語版）（ドイツ、ザクセン＝アンハルト州）1990年
- レイリア（ポルトガル、レイリア県）1996年
- トラカイ（リトアニア、ヴィリニュス郡）1996年

姉妹都市関係は、ライネ市の委託により「ライネ市姉妹都市関係振興協会 e.V.」によって運営されている。

## 文化と見所

### 方言
ライネは低地ドイツ語文化地域に位置している。その住民の歴史的な言語は、低ザクセン語のヴェストファーレン方言の一つ、ミュンスターラント訛りである。第二次世界大戦までこの言語は、ほとんどの子供が家庭で最初に習得する言語であり、その後公用語の高地ドイツ語を学ぶ。「高地ドイツ語」（標準ドイツ語）は、当時農業が支配的であったこの地域の住民にとって、発音が難しく学校で努力して学ばなければならないほとんど外国語のようなものであった。
第二次世界大戦後、旧ドイツ東部領土からの難民や高地ドイツ語でしか意思疎通のできない人たちが流入したことで、地元の人たちの言葉は強く圧迫された。やがて高地ドイツは、本市やその周辺で多くの人が話す日常語となっていった。地元の方言は、地元の高齢者によって話されているが、次世代に母語として引き継がれておらず、消滅の危機に瀕している。

### 建築と博物館
多くの歴史的に重要な建造物が、ライネの都市景観を豊かなものにしている。その建物のいくつかは現在博物館として利用されている。
市の北部に近郊保養地ベルントラーゲの森がある。ここにはベルントラーゲ修道院、ゴッテスガーベ製塩所、タンツリンデン、ライネ自然動物園など文化的な見所多くある。「レギオナーレ 2004」に先立ち、近郊保養地区に対して観光客が見所に身近に触れられるようにする「ベントラーガー・ドライクラング」という名のプロジェクトが興った。これにより、専門的なガイドが行われる「文化ルート」、「塩ルート」、「自然ルート」の3つの周遊路が設けられた。

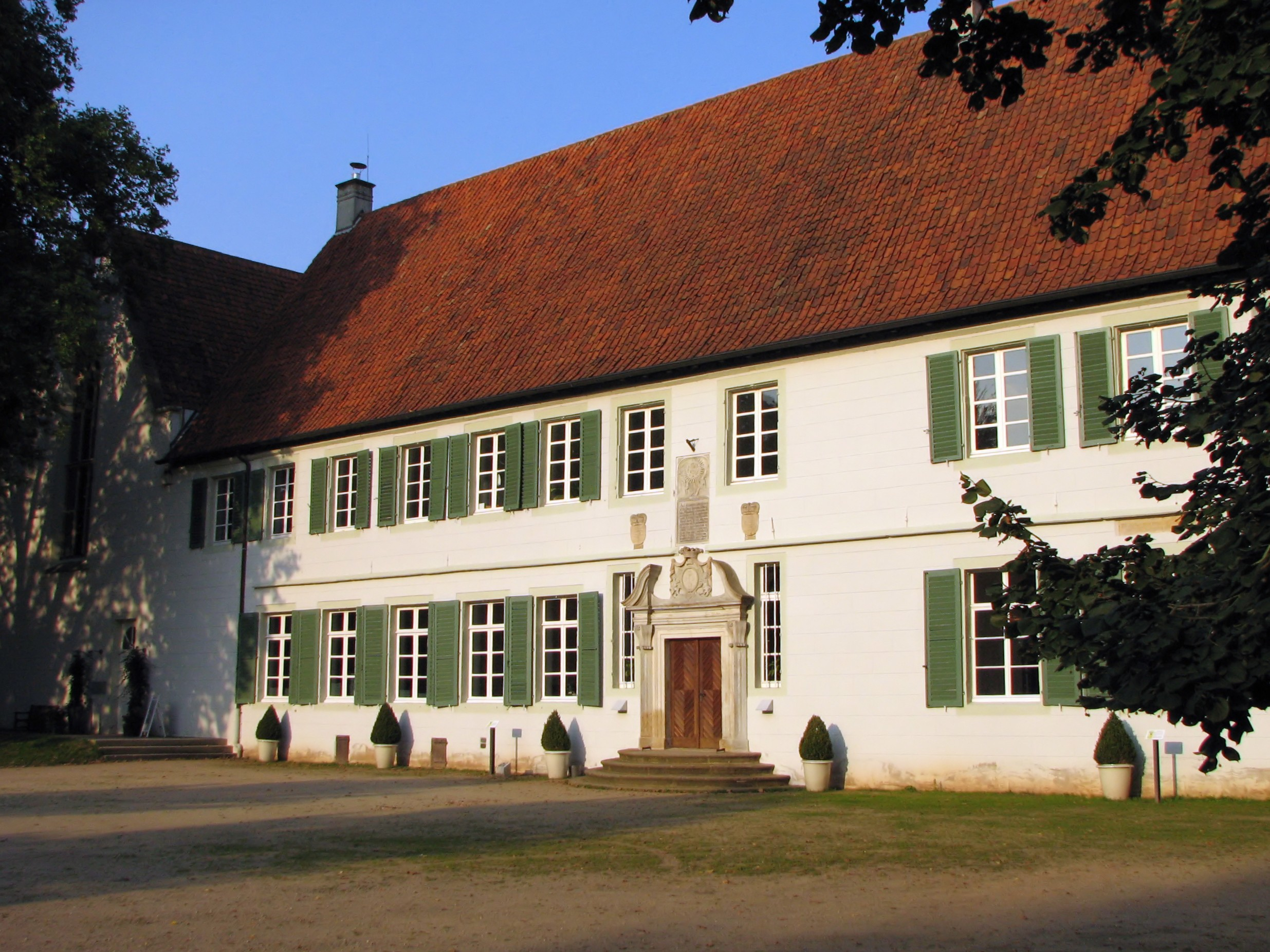
ベントラーゲ修道院

#### ベントラーゲ修道院/城館
ベントラーゲ修道院は1437年に聖十字架修道会兄弟団によって設立され、1645年に閉鎖された。時代とともにその用途は変化し、現在この地所はベントラーゲ修道院/城館と呼ばれている。修道院はベントラーガー・ドライクラングの文化ルート上にあり、ガイド付きで見学できる。
1803年の世俗化に伴いこの修道院は、新たに創設されたライネ＝ヴォルベック侯領の所有となった。しかしこの侯領は3年間存在しただけで、修道院は1806年に貴族家ローツ＝クロスヴァーレム家に移譲された。この貴族家は修道院を居城に改築し、現在の二重名称の元となった。
ライネ市は、ベントラーゲの森に位置するこの土地を1978年に買収した。1990年に再建工事が始まり、2000年に完了した。
現在この修道院は博物館として用いられている。東翼に、この修道院のかつての住民たちの日用品や贅沢品が展示されている。展示の目玉は、ドイツ語圏では比類ない保存状態の中世後期の2つの聖遺物匣である。
東翼最上階の「ヴェストファーレンのギャラリー」では、1900年以降のヴェストファーレンの近代を追体験することができる。ヴィルヘルム・モルグナー、ペーター・アウグスト・ベックスティーゲル、カルロ・メンゼらの表現主義作品が、バウハウスの代表的作品とともに見学者の注目を集めている。1945年以降の時代に関する入れ替え展示が現代との関連性を示している。
また、この修道院には、1956年に設立された欧州メルヘン協会が入居している。その規約の § 1 によればその目的は、「人々が互いに交流し協調するために、メルヘン研究を支援することおよびあらゆる民族のメルヘン資料を保護・研究すること」である。この協会は、修道院の北翼に、メルヘンをテーマにした特別な図書館を有している。
ベントラーゲ修道院は、市の傘下にある公益法人「ベントラーゲ修道院 gGmbH」によって運営されている。重点は、現代造形美術の研究である。毎年国際的に有名な芸術家が、約12箇所でその作品を展示している。クラシック音楽、文学、学術分野の広範囲な文化プログラムが、活動を補完している。数多くの文化イベントに毎年約5万人が訪れる。

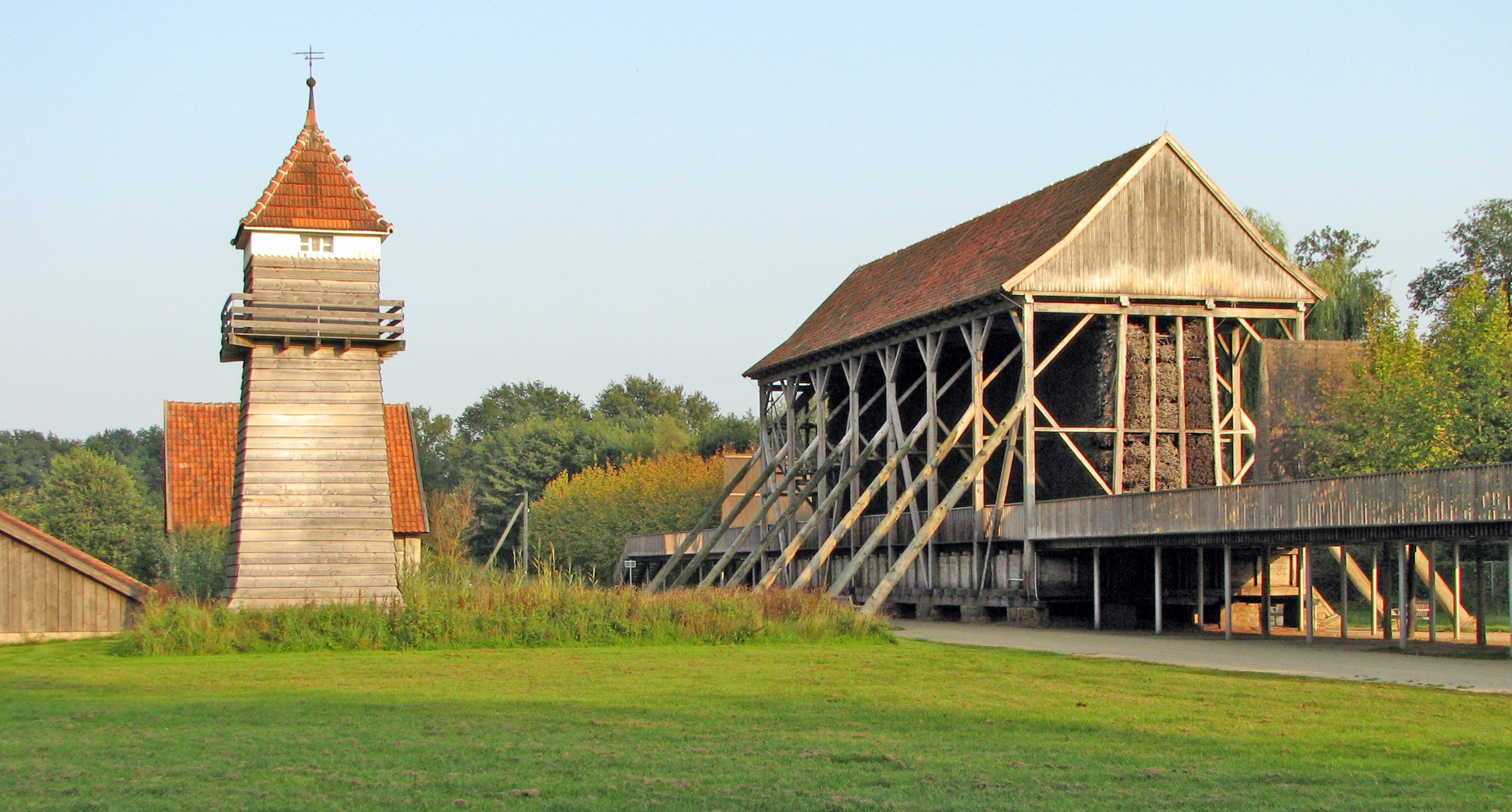
ゴッテスガーベ製塩所

#### ゴッテスガーベ製塩所
ベントラーゲでは、1022年からすでに塩の採取が行われていた。ゴッテスガーベ製塩所に関する最初の文献記録は1439年のものである。この製塩所は産業文化財に指定されており、ベントラーゲ修道院のすぐ隣に位置している。この製塩所は、ベントラーガー・ドライクラングの塩ルート上にあり、ガイド付きで見学できる。
1437年から1577年までこの製塩所は聖十字架修道会によって運営されていた。1577年8月5日の契約によってこの製塩施設はフェーレン家にレーエンとして移管された。しかし当初は市の採取で経済的利益を得ることはできなかった。1590年にオランダからヴェストファーレンに侵攻してきた王＝スペイン軍によってこの製塩所は破壊された。
1603年から1614年までこの製塩所は、アレクサンダー・フォン・フェーレンの指導下で、5人の裕福なライネ市民の出資を受け、経済的発展を遂げた。アレクサンダー・フォン・フェーレンは新たに含量の高い塩井を発見し、ゴッテスガーベ（神の恩寵）という名を与えた。しかし1614年以降、燃料やその他の原料不足から再び経済的衰退に陥った。
三十年戦争でこの製塩は、さらに甚大な被害を受けた。ケーニヒスマルク将軍の命を受けたスウェーデン軍が1647年に修道院を焼き討ちし、製塩所を襲撃した。その後、フェーレン家によって運営は続けられたが、損害と資金不足から利益を得ることはできなかった。1735年、当時のミュンスターの司教領主クレメンス・アウグストによってこのレーエンは解消された。
この司教領主は自ら製塩の再構築を行い、1743年12月23日にミュンスター製塩協会を設立した。この協会は、ベントラーゲの塩井全体の使用権を有した。司教領の建築士ヨハン・コンラート・シュラウンと製塩専門家のヨアヒム・フリードリヒ・フォンボイスト男爵の指導下で製塩所は根本的に近代化された。これにより枝条架装置も全長約300 m に拡張された。ゴッテスガーベ製塩所はこの種のものとしてはヴェストファーレンで最も古い建築物である。
塩の生産は、18世紀を通して利益を上げた。1753年に持ち分あたり50帝国ターラーの配当を初めて計上した。1890年には、製塩業に加えて、鉱泉・保養業にも着手した。鉱泉業は1975年まで維持されていた。製塩業はそれ以前の1952年に廃止された。
「レギオナーレ 2004」に伴ってザリーネンパルク（製塩公園）が新たに整備された。これは、欧州庭園遺産ネットワークの一部となっている。製塩所近くに2005年、作家ヨーゼフ・ヴィンクラーの生家がヨーゼフ・ヴィンクラー博物館として開館した。ここにはこの作家の生活に用いられた文物や彼の作品に関する情報が展示されている。

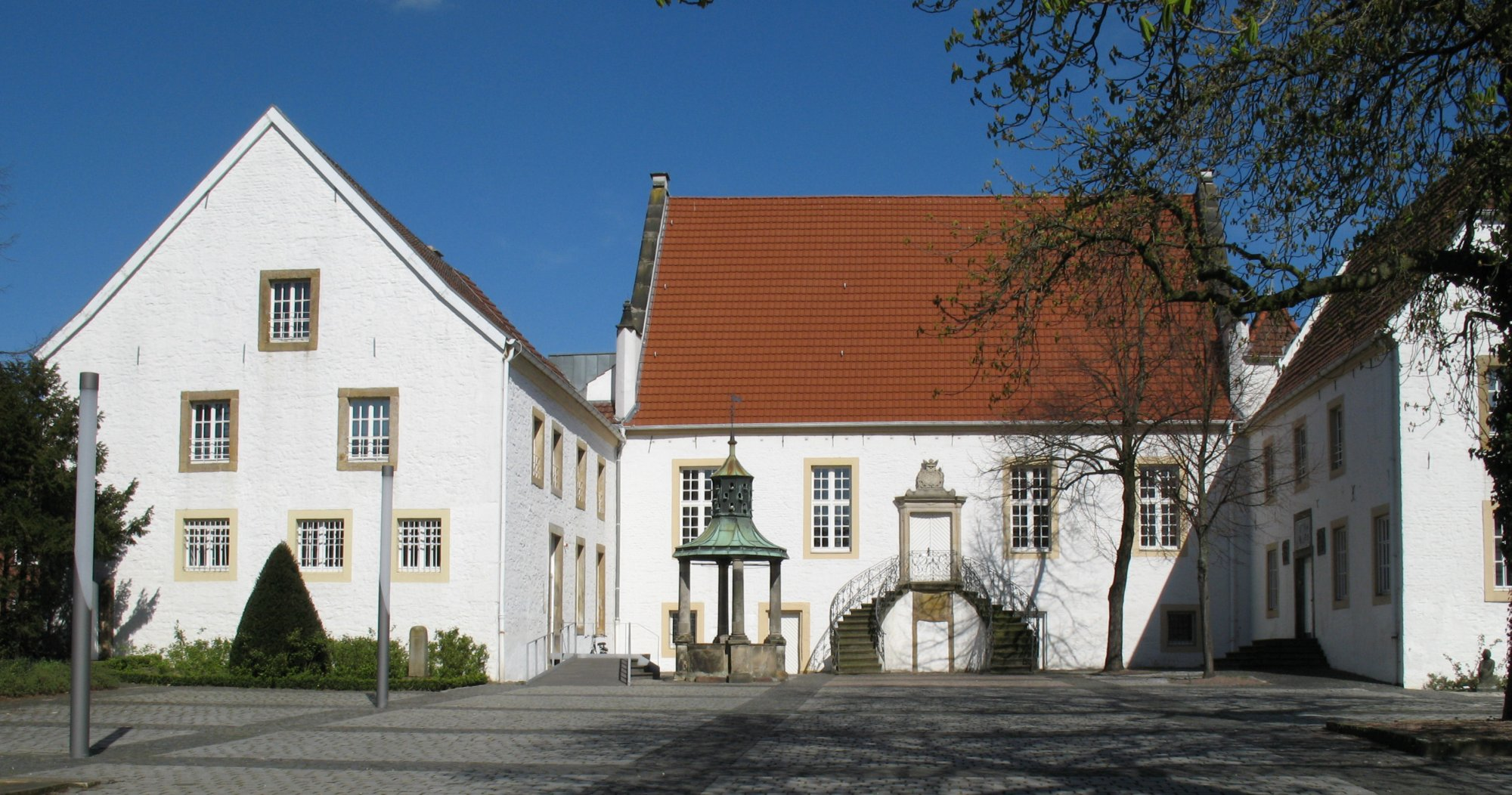
ファルケンホーフ

#### ファルケンホーフ（市立博物館）
ライネにとって最重要級の建造物の一つがファルケンホーフである。これはこの街の原点となった場所である。9世紀の建造文化財・史跡には現在市立博物館が入居している。展示は、街の歴史、グラフィック室、カジミール＝ハーゲン＝コレクションの3つの部門に分けられている。
街の歴史部門は、先史・原始時代の出土品の他、この街をたびたび襲った戦争の歴史を展示している。ライネの防衛の歴史を物語る三十年戦争の時代などの甲冑や武具などである。さらに展示の一部は地元の芸術家たちに焦点を当てている。その中で全国的に知られている芸術家は、たとえばカルロ・メンゼやヨーゼフ・クラウトヴァルトらの名が挙げられる。
ケルンの美術蒐集家カジミール・ハーゲンにちなんで名付けられたカジミール＝ハーゲン＝コレクションは、19世紀から20世紀の絵画や15世紀から19世紀の彫刻を含んでいる。1964年にこのコレクションから最初の作品が委託され、1987年にその他の作品がボンからここに移管された。
グラフィック室は、やはりカジミール・ハーゲンの寄贈品に端を発している。1000点以上のコレクション作品には、たとえばアルブレヒト・デューラー、フランシスコ・デ・ゴヤ、パブロ・ピカソ、マックス・リーバーマンといった著名な作家の作品が含まれている。

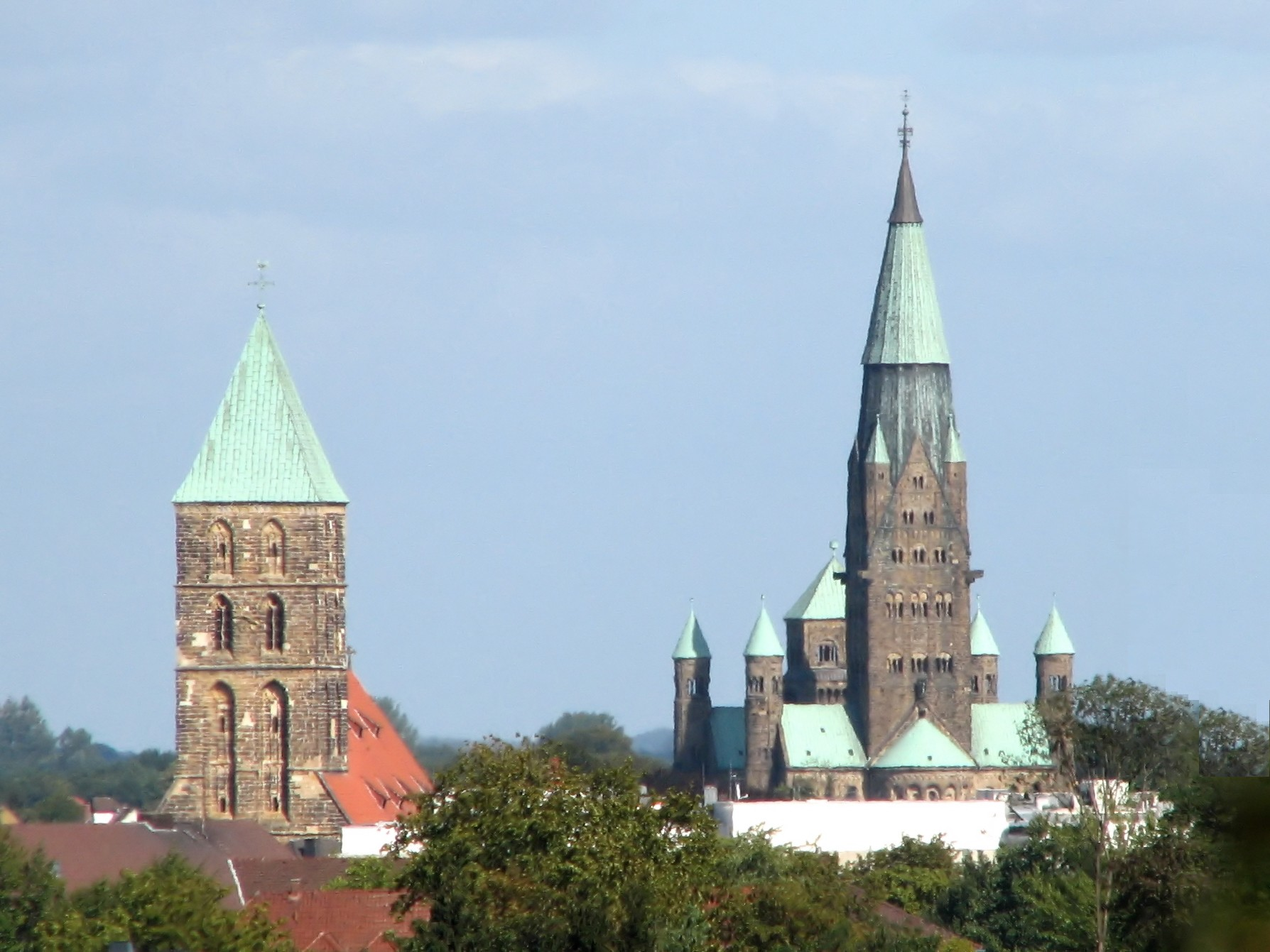
聖ディオニシウス教会の塔（左）と聖アントニウス教会の塔（右）

#### 教会
数多くの教会がこの街の歴史を形成してきた。最も古い教会が、街の中央に建ちファルケンホーフと調和しているカトリックの聖ディオニシウス教会である。1899年から1905年にネオロマネスク様式で建設されたカトリックの聖アントニウス教会（エムス川右岸）は、ミュンスターラントで最も高い教会塔 (102.5 m) が他の建物から抜きん出ており、よく目立つ。

#### その他
この他に見所は市内全域に存在する。たとえば、1806年から1835年に造営された旧墓地、古典的な建物と近代建築がコンポジションを創り上げているギムナジウム・ディオニジアヌム、主に内市街地区に建ち並ぶアウグスト・ラインキングによる数多くの家屋などである。ティーベルクには1920年代にヒューネンボルクが建設された。これは第一次世界大戦の戦没者のための記念碑である。エムス川の畔に建つ1936年建造の穀物倉庫は種蒔き仕事の大きな規模を示している。
- 聖ディオニシウス教会
- 聖アントニウス教会
- ギムナジウム・ディオニジアヌム
- ヒューネンボルク

### スポーツとレジャー
ライネ市で最も有名なサッカークラブが FC アイントラハト・ライネで、2018年現在オーバーリーガ・ヴェストファーレンに所属している。最盛期には、NRW-リーガでプレイしていたこともある。アイントラハト・ライネから独立したサッカークラブが FFC ハイケ・ライネで、トータルで16年間、ブンデスリーガに所属した。このクラブは2016年に解散した。このほかに SV ライネの水中ラグビーチームはブンデスリーガ1部西地区に参加しており、最高のリーグで活躍するライネで唯一のチームである。

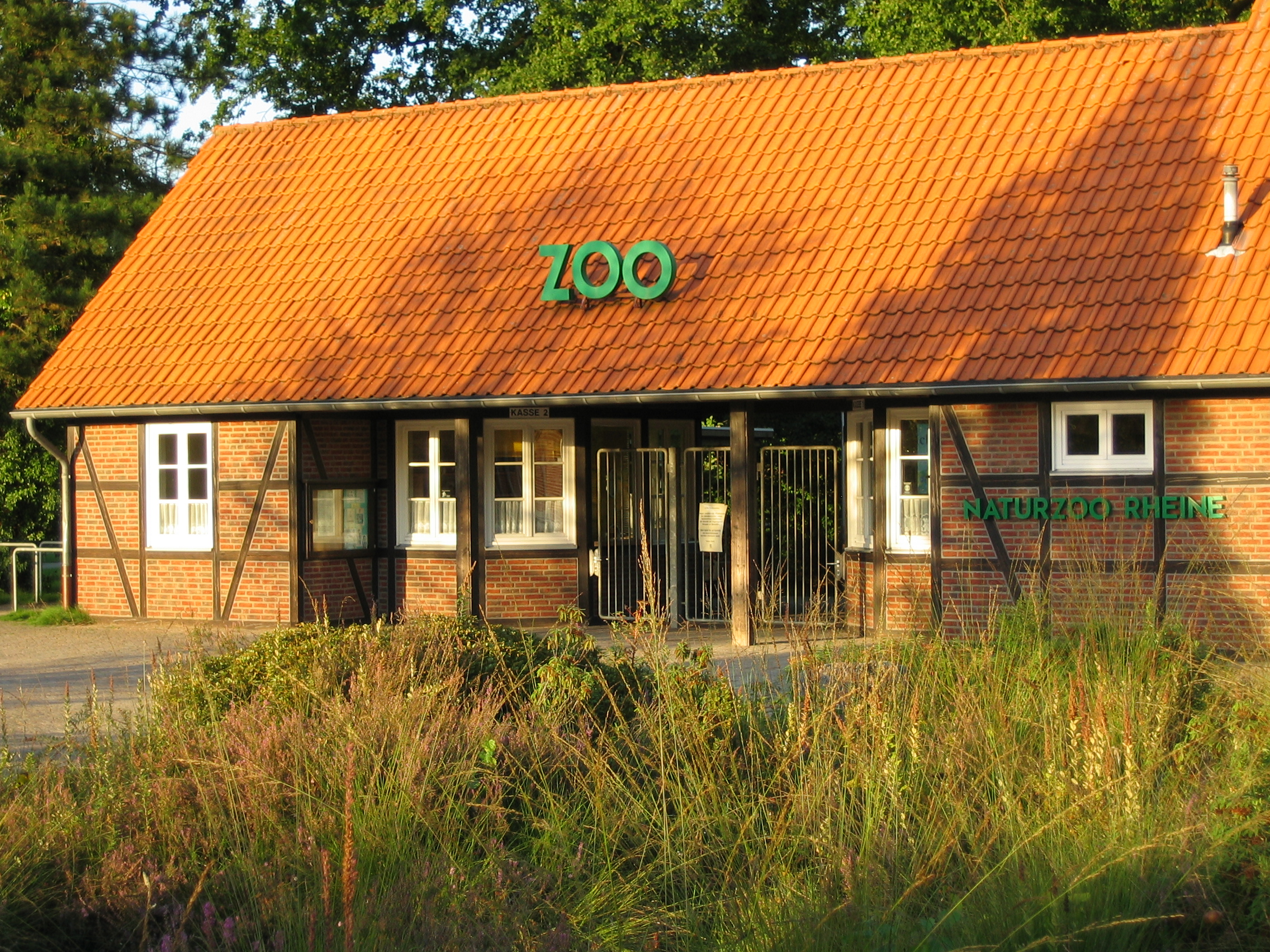
ライネ自然動物園

#### ライネ自然動物園
人気の行楽地が、ゴッテスガーベ製塩所やベントラーゲ修道院のすぐ近くにあるライネ自然動物園である。この動物園は1936年にベントラーゲ郷土動物公園という名称で発足し、1937年にオープンした。この自然動物園は、ベントラーガー・ドライクラングの自然ルート上にあり、ガイド付きで見学できる。
2006年現在この動物園には100種以上約1000頭の動物がいる。その中には、土着の放し飼いのシュバシコウの他に、様々な種類のサルがいる。
1974年、ドイツで初めての人が歩いて通れるサルの森がライネに設けられた。現在この森に住むコロニーには20から30頭のバーバリーマカクが含まれている。自然動物園は、絶滅の危機に瀕しているゲラダヒヒのための世界最高の飼育プログラムを有している。
自然動物園という名称は、この動物園が「従来通りの」動物園ではないことを示している。この動物園では、自然学習路や教育活動によって、自然やそのつながりに対する訪問者の理解を深めるよう努めている。また、施設がエコロジー上適切に運用されるようにも努めている。たとえば、排水の一部は植物性のフィルターで濾過され、清浄化されている。
この動物園はさらに、動物が種類に適した生活を送れるよう努力している。このために、「レギオナーレ 2004」に先駆けて多くの動物舎が改良・拡張された。それでもライネ自然動物園は、他の動物園と同じような批判にさらされているようだ。

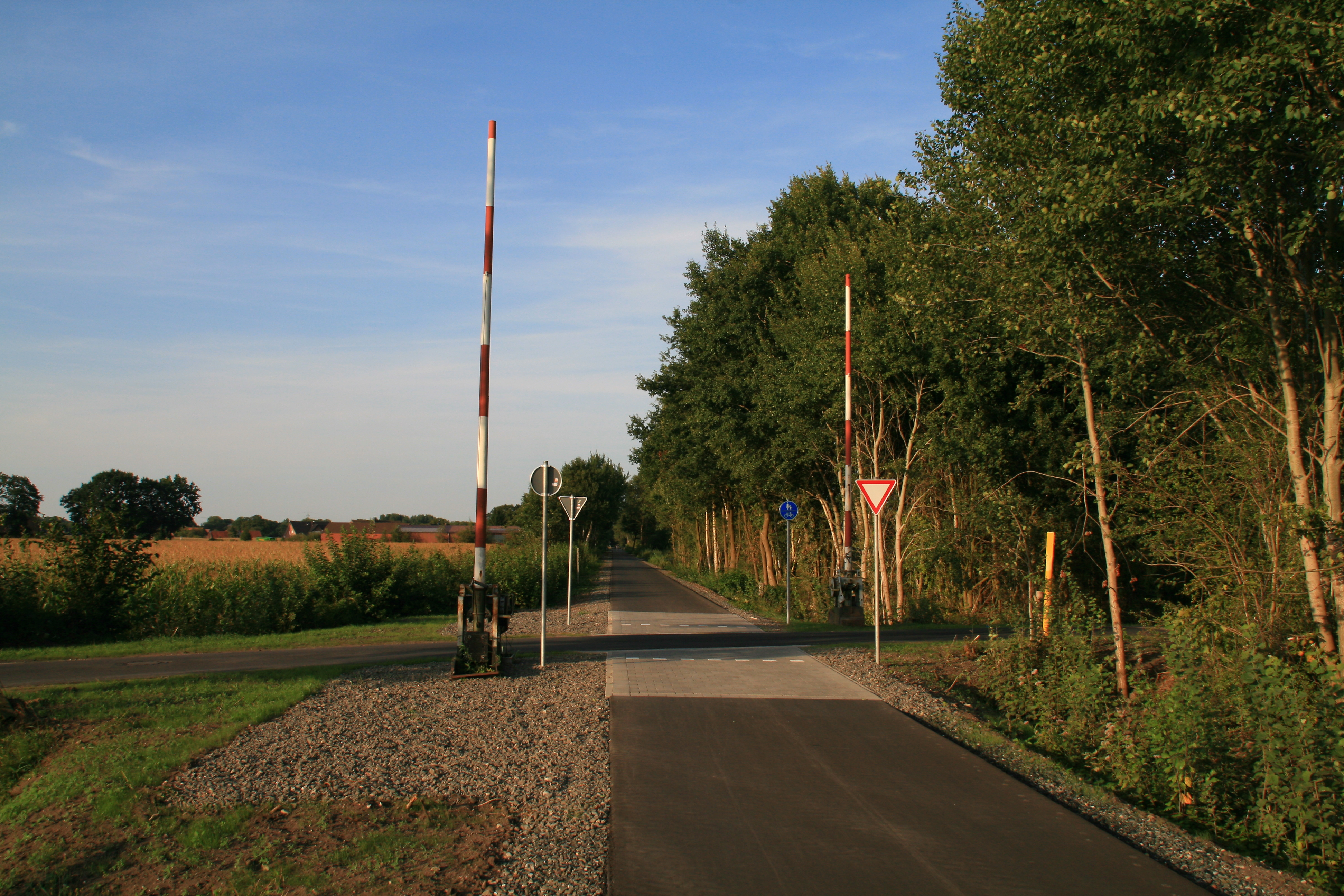
ライネからコースフェルトに至るシュロスアレー

#### 自転車道と遊歩道
エムスアウエンヴェークはサイクリング愛好者にとって楽しみの多い自転車道である。2004年に整備された全長 115 km のこの自転車道は、ヴァーレンドルフからミュンスターラントを通ってライネに至る。この道は、2005年にノルトライン＝ヴェストファーレン州の「ラートルーテ・デス・ヤーレ」（サイクリングルート・オブ・ザ・イヤー）に選ばれた。
エムスアウエンヴェークは、パーダーボルンからエムデンに至るエムス自転車道の一部である。2007年以降、エムスアウエンヴェークはヴェルザー自転車道ともに周回コースを形成している。この自転車道は、ヴァーレンドルフ駅、テルクテ駅、グレーヴェン駅、エムスデッテン駅、ライネ駅に立ち寄り、技能に合わせて区間を選ぶことができる。ルート沿いには、地方史、文化史、自然景観、レギオナーレ 2004 プロジェクトの4つのテーマに関する情報が提供されている。
この他の自転車道および遊歩道としては、ミュンスターラントを通り、ベントラーゲ修道院、ファルケンホーフの傍らを抜ける全長 2000 km 以上の100城ルート; ルール地方と北海沿岸地方とを結ぶ全長 350 km のドルトムント＝エムス運河ルート; ハーゼ川沿いにニーダーザクセン州とノルトライン＝ヴェストファーレン州を通りエムス川に注ぐメッペンに至り、その後エムス川沿いにライネに至る全長 265 km のハーゼ＝エムツ＝ツアー; トイトブルクの森の辺縁部にあたるシュロス・ホルテ＝シュトゥーケンブロックのエムス川水源からスタートし、エムス川沿いを伸びる全長 375 km のエムス自転車道; アー川とフェヒテ川との間の自転車道アー＝フェヒテ＝ツアー; ライネからスタートし、ヘルマン記念碑前のトイトブルクの森の尾根を越える全長 156 km の遊歩道エムス＝ハイデ＝ヴァイデ＝ツアーおよびヘルマンスヴェークがある。
かつての鉄道ライネ - コースフェルト線の軌道跡を利用した自転車道「ラートバーン・ミュンスターラント」は建設途中であるが、ハウエンホルストからブルクシュタインフルトまでは完成しており、走行することができる。沿線にはまだ駅舎が遺されている。ザンクト・アルノルト駅では軌道自転車で走行することもできる。

#### スポーツ
多くのスポーツクラブがライネに本拠を置いている。サッカーでは、オーバーリーガに参加している FC アイントラハト・ライネが最も成功したクラブである。TV ヤーン・ライネ 1885 e.V. の会員は、6,000 m2 のミュンスターラント最大のスポーツパークで様々な種目の練習を行っている。また、アミジア・ライネ 1926 e.V. もある。エムス川は、3つのカヌークラブ（KC ライネ、PuR エムスシュテルン・ライネ、WSV ライネ）と1つのボートクラブ（RHTC ライネ）がトレーニングや試合で利用している。メーズムのゴルフスポーツクラブ「グート・ヴィンターブロック」は1996年から18ホールのチャンピオンスプラッツと一般に公開されている9ホールの施設を有している。
本市は、サッカークラブ「ライネ・ラプトールス」の試合会場である多目的スタジアム「ヤーンシュターディオン」を有している。ライネで最大のスタジアムは、FC アイントラハト・ライネが運営する「オビ＝アレーナ」である。また、2つの屋内プール、1つの野外プール、1つのスケートリンクがある。スケートリンクは民営の施設である。2008年夏から RHTC ライネのホッケー部門は、エムス河畔の人工芝の競技場を利用している。この他に数多くの小規模な施設が存在する。

### 年中行事
- バラの月曜日のパレード
- ホンキー・トンク（酒場の祭）
- キンダーコッホフェスティバル（直訳: 子供の料理フェスティバル）
- 子供のノミの市、ドイツで最大の子供のノミの市である
- エムスフェスティバル（エムス川のフローティングステージでのコンサート）
- ライネのオルガンの夏（市内の様々な教会で開催されるコンサートシリーズ）
- 運河トライアスロン（8月第2週末、プロおよびアマチュアのトライアスロン）
- ヴァイン・ウント・ブラウフェスト（直訳: ワインとビールの祭、8月）
- ストリートパーティー（9月）
- トロッセクルト（9月第1土曜日に博物館で開催されるオープン・エアー・フェスティバル）
- エレファンテンレネン（9月、愛好者や会社のチームによるカナディアンカヌーのレース）
- カヌーレガッタ（9月）
- ライネの秋のキルメス（10月の第3週末、2つの会場と内市街で開催されるキルメス[訳注 3]）
- クリスマス・オールスターズによるチャリティー・コンサート（12月22日と23日、この地域最大のクリスマスショー）
- 歴史的なマルクト広場でのクリスマスマーケット
- 聖アントニウス・バジリカのクリッペ展示（12月24日から1月25日まで）

## 経済と社会資本

### 経済
2017年12月31日時点で、ライネには 30,765人の社会保険支払い義務のある就労者が登録されていた。このうち、農林業従事者は 0.3 %、製造業従事者が 21.6 %、商業・接客業・交通・運輸・流通業従事者が 29.6 %、その他のサービス業従事者が 48.5 % であった。ライネ職業相談所管内の2017年時点の失業率は 4.5 % であった。

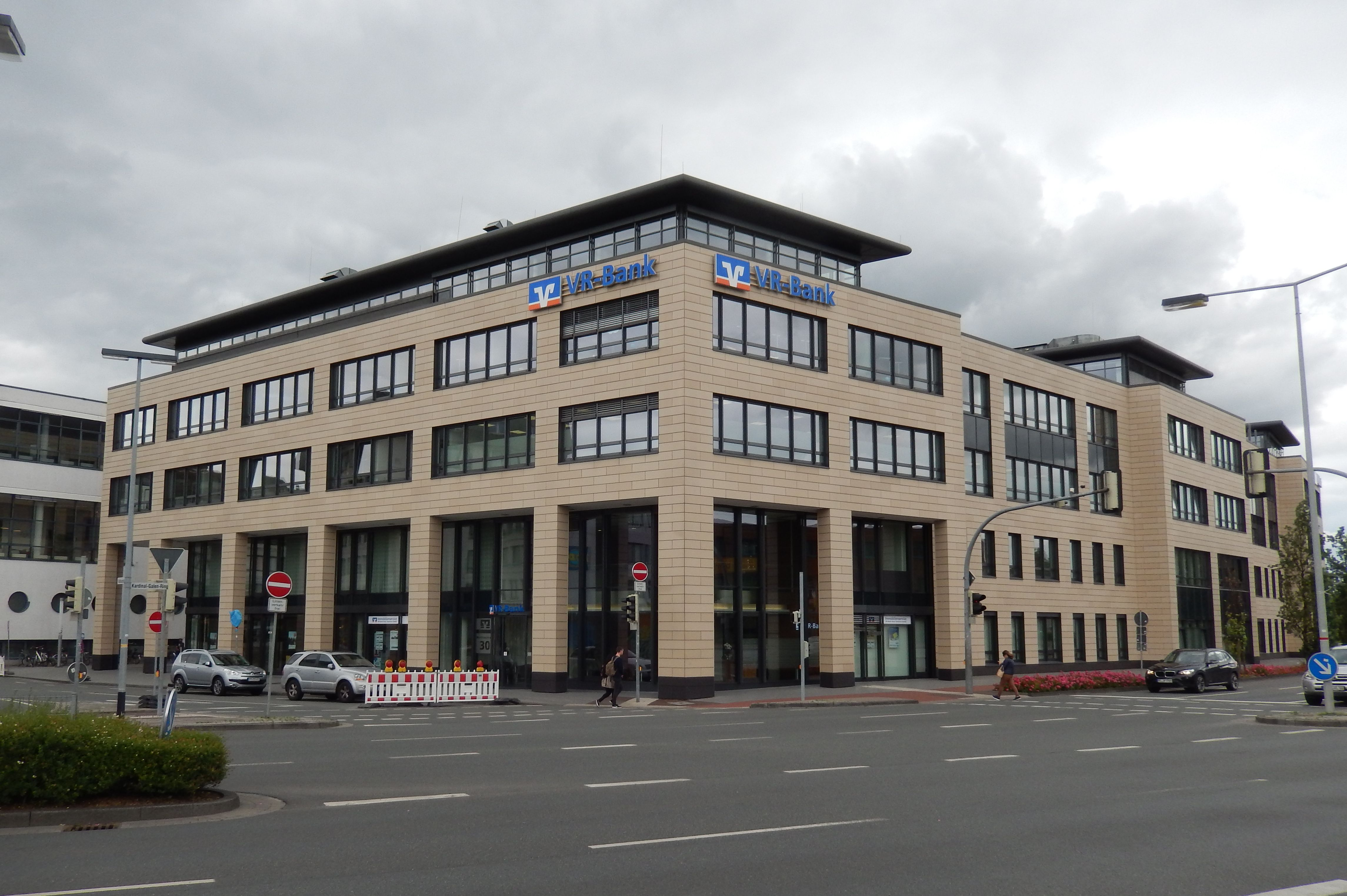
VR-バンク・クライス・シュタインフルト本店

2010年から旧操車場跡地の整備が行われた。ここに商工業地区「ライネ R」が建設された。この場所は、街の中心から約 2 km 離れているが、鉄道で結ばれており、サービス業者の事務所も存在している。ライネの有名な民間企業としては、アペティート AG（冷凍製品の製造）、KTR クップルングステクニーク GmbH、機械製造業者ヴィントホフ・バーン・ウント・アンラーゲンテクニーク、ハーディー＝シュミッツ＝グループがある。この他に、VR-バンク・クライス・シュタインフルト eG（直訳: シュタインフルト郡VR銀行）がこの街に本社を置いている。2011年まで、市当局に次ぐこの街最大の公営の雇用主は連邦軍（陸軍のパイロットを中心に職員数約1,600人）であった。2011年10月26日、連邦防衛省は、ライネ駐屯地を120人規模にまで縮小すると発表した。第15輸送ヘリコプター連隊とライネ自動車部隊教育センターは廃止された。これによりこの街における雇用主としての連邦軍の重要性は低下した。
ライネは2011年にグレーヴェンとともに「ノルトライン＝ヴェストファーレン州の流通拠点オブ・ザ・イヤー」に選出された。受賞の理由は、流通分野の職場密度が高いことと、交通の便が良いことであった。市の北部にはアウトバーン A30号線に直結する工業地区ライネ貨物運輸センターがあり、その他に鉄道や多くの水路を利用することもできる。ミュンスター/オスナブリュック空港も遠くない。また、2015年にも単独で同賞を再受賞した。組織化された物流ネットワークと港および鉄道への接続の良さといったマルチモーダリティが評価された。

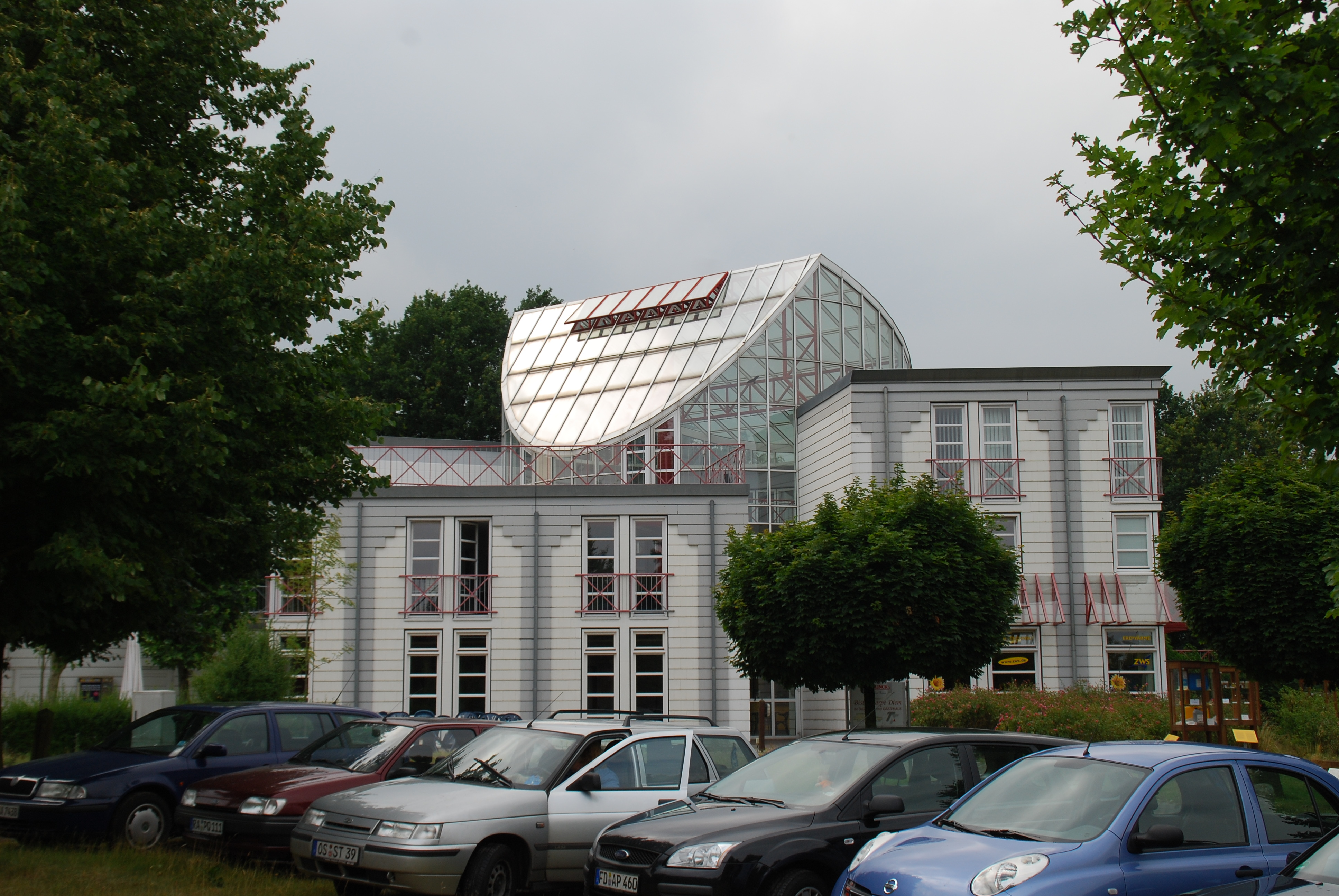
実用的技術移転センターの中央棟

本市は、主に中小企業による、新らしくて持続可能な技術の開発を奨励している。実用的技術移転センター (TaT) は、1992年にオープンした。これは実用的な技術の発展と実践への転化を目指すものである。TaT は同時に、数多くの建物が革新的な技術を応用して建設されている展示場でもある。ここには風力エネルギー施設、省エネルギーハウス、回転式ソーラーハウス、その他の応用例がある。TaTはそのエネルギーで自らの必要なエネルギーの一部をまかなっている。卒後教育のためのセミナーセンターがある。
ライネは、ドイツ - オランダ国境地域の国境を越えたプロジェクトであるEUREGIOの参加自治体である。

### メディア
2013年、この街に「ミュンスターレンディッシェ・フォルクスツァイトゥング」が設立された。「ミュンステルシェ・ツァイトゥング」は、2012年12月31日以降この街にない。週刊紙としては、「ライナー・アンツァイガー」、「ライナー・レポート」、「ヴィア・イン・ライネ」が刊行されている。「plan b - シュタットマガツィーン」は月刊誌である。2011年からインターネットテレビ局「herein.tv」がライネに関するニュースを毎日発信している。WDR はシュタインフルト郡向けのラジオ番組を放送しており、テレビ番組「ロカールツァイト・ミュンスターラント」を毎日制作するオフィスを有している。ラジオ RST はライネに編集所と放送センターを有している。

### 教育

#### 一般教育学校
ライネには、16校の基礎課程学校（アネッテシューレ、ボーデルシュヴィングシューレ、カニジウス基礎課程学校、ディースターヴェークシューレ、エディト＝シュタイン基礎課程学校、ヨハネスシューレ（メーズム）、フランツィスクスシューレ（メーズム）、ゲルトルーデンシューレ、ヨハネスシューレ、カルディナール＝フォン＝ガーレン基礎課程学校、コンラートシューレ、ルトゲルスシューレ、マリエンシューレ（ハウエンホルスト）、ミヒャエルシューレ・ライネ、ジューデシュ基礎課程学校、パウル＝ゲルハルト基礎課程学校）、それぞれ3校の本課程学校（ドン＝ボスコ本課程学校、エリーザベトシューレ、オーヴァーベルクシューレ）と実科学校（エルザ＝ブレントシュトレーム実科学校、フュルステンベルク実科学校、ライネ夜間実科学校）、1校の総合学校（オイレギオ総合学校ライネ）、3校の一般ギムナジウム（ギムナジウム・ディオニジアヌム、エムスラント＝ギムナジウム、コペルニクス＝ギムナジウム）、1校の夜間ギムナジウム（ミュンスター夜間ギムナジウム・ライネ校）がある。近年、学校の建設プロジェクトに多大な投資が一部で行われている。特に学生食堂を持つ上級学校の改築が行われている。障害者のための一連の養護学校（クリストフォルスシューレ、グリューターシューレ、ピーター＝パン＝シューレ/旧ヴィルヘルム＝ブッシュ＝シューレ）が教育機会を補完している。

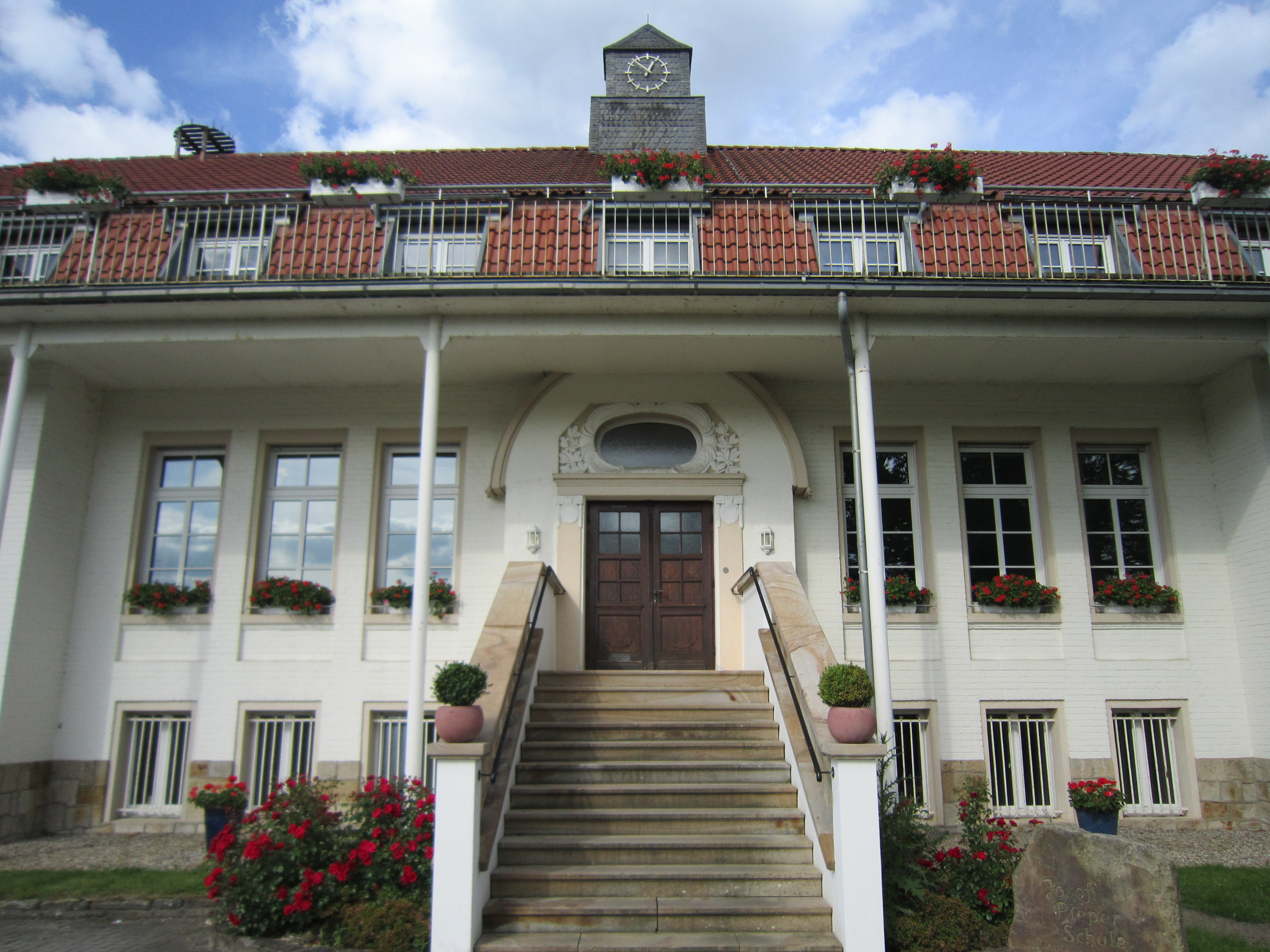
ヨーゼフ＝ピーパー＝シューレ

#### 職業教育学校
多くの職業補習高等専門学校で職業技能の完成教育が行われている: ライネ商業学校、シュタインフルト郡の経済ギムナジウムを併設した職業補習高等専門学校、ヨーゼフ＝ピーパー＝シューレ/司教区立職業補習高等専門学校、シュタインフルト郡立ライネ職業補習高等専門学校、私立ミッデンドルフ商業学校。

#### 大学
ライネには、州認定の私立専門単科大学である実践的単科大学 (praxisHochschule) のキャンパスがある。この単科大学には、社会学および健康科学の課程がある。ハーゲン放送大学は、ライネに学習センターを有している。

#### その他
ライネには、実践的教員教育センターがある。ここでは大学の卒業生が教員となる準備を行う。
ライネ市民大学は、一般および職業再教育のために教育、情報、カウンセリングのイベントを行っている。市民大学と融合した市立音楽学校は、クラシック音楽、ポップ/ジャズ分野の器楽演奏教育を行っており、2,500人の生徒を擁する本市最大の教育施設である。この音楽学校の特徴は、周辺地域の多くの基礎課程学校や上級の学校と協同している（たとえば、音楽の授業や基礎課程学校プロジェクト「JeKits」といった形）ことである。

### 健康・保健
クリニークム・ライネは16の診療科594床と資料部門を有している。マティアス＝シュピタールとヤコービ＝クランケンハウスの2院に、毎年約27,000人が入院している。

### 交通
市域内にザントフォルデ前のヘルヴェークとフリース街道との交差点があることから、ライネは古くから重要な交通の要衝であった。時代とともに、特に19世紀になると、鉄道網への接続や、市域近くでの様々な運河の建設がこれをさらに発展させた。

#### 道路
ライネは、連邦アウトバーン A31号線と A1号線と結ぶ A30号線沿いに位置している。市域内に3つのインターチェンジがある。オスナブリュックおよびオランダへは、車でそれぞれ約30分の距離にある。
連邦道 B70号線（ヴェーゼル - ライネ - エムデン）と B481号線（ライネ - ミュンスター）に囲まれている。

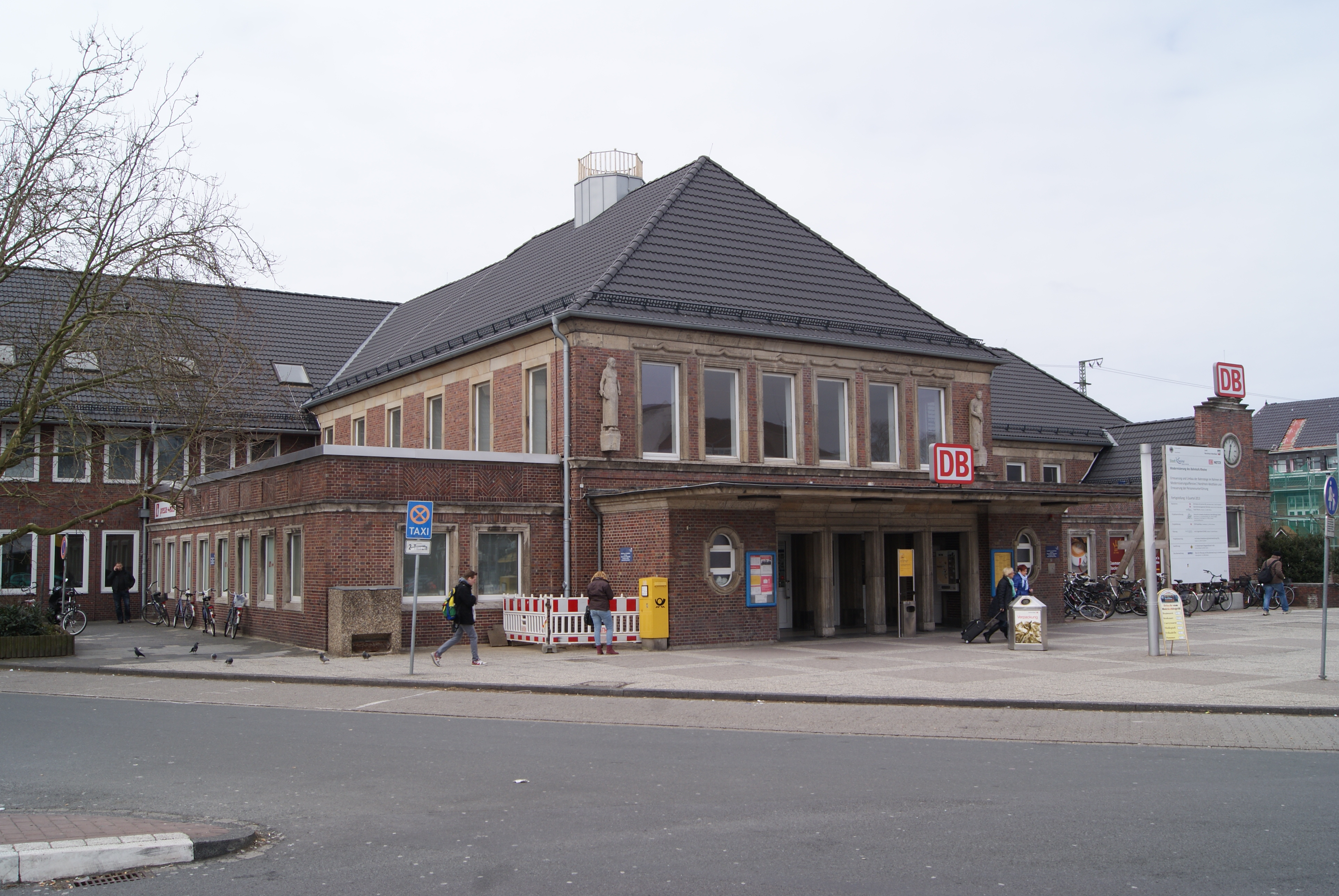
ライネ駅

#### 鉄道
ライネ駅は、ハノーファー西鉄道の建設に伴って開設された。この他にミュンスター - ライネ線および廃線となるまでのライネ - オホトルプ線とデュースブルク - クヴァーケンブリュック線の一部が利用した。
ここには広域旅客鉄道
- IC-35　ノルトダイヒ・モーレ（ドイツ語版、英語版） - ミュンスター (ヴェストファーレン) - ハム - ケルン - コブレンツ
- IC-77　アムステルダム - オスナブリュック - ハノーファー - ベルリン東駅

および近郊旅客鉄道
- RE-7　ライン＝ミュンスターラント＝エクスプレス: ライネ - ミュンスター (ヴェストファーレン) - ハム (ヴェストファーレン) - ハーゲン - ヴッパータール - ケルン - ノイス - クレーフェルト
- RE-15　エムスラント＝エクスプレス: ミュンスター (ヴェストファーレン) - ライネ - リンゲン - レーア - エムデン
- RE-60　エムス＝ライネ＝エクスプレス: ライネ - オスナブリュック - ハノーファー - ブラウンシュヴァイク
- RB-61　ヴィーエンゲビルクス＝バーン: ヘンゲロー - バート・ベントハイム（ドイツ語版、英語版） - ライネ - オスナブリュック - ヘルフォルト - ビーレフェルト
- RB-65　エムス＝バーン: ライネ - ミュンスター (ヴェストファーレン)
- RB-68　エムスアウエン＝バーン: ミュンスター (ヴェストファーレン) - ライネ

が利用できる。
さらに、主に RB-65号線が利用するミュンスターへの路線にライネ＝メーズム駅がある。また、ライネのロッデ地区にライネ - オスナブリュック線の駅がある。
公共旅客近郊交通には、ヴェストファーレン運賃（ミュンスターラント交通共同体）および NRW-運賃が適用される。ニーダーザクセンやヘンゲロー（オランダ）への近郊列車にはニーダーザクセン運賃が適用される。
貨物輸送に特化し、複合的貨物輸送のための積み替え施設を持つライネ貨物輸送センターが建設されている。最大負荷重量 37.5 t のガントリークレーン、全長 300 m の貨物専用車線、燃料補給施設のある待避所、危険物輸送車や特別輸送車のための特別待避所などの設備が設けられている。1コンテナあたりの積み替えに要する時間は5分から10分である。この施設は、広さ 75 ha の商工業地区の中にあり、アウトバーン A30号線に面している。
- ライネは貨物専用線テックレンブルク北鉄道に接続している。
- かつての鉄道路線ライネ - オホトルプ線は、現在自転車道になっている。
- 鉄道デュースブルク - クヴァーケンブリュック線は、シュペレ（ドイツ語版、英語版）までは貨物専用線、その先は廃線となっている。

ライネは鉄道の結節点として重要である。この駅は、1977年に蒸気機関車が撤退するまで、西ドイツで最後の蒸気機関車が運用されている駅として、1970年代に有名であった。

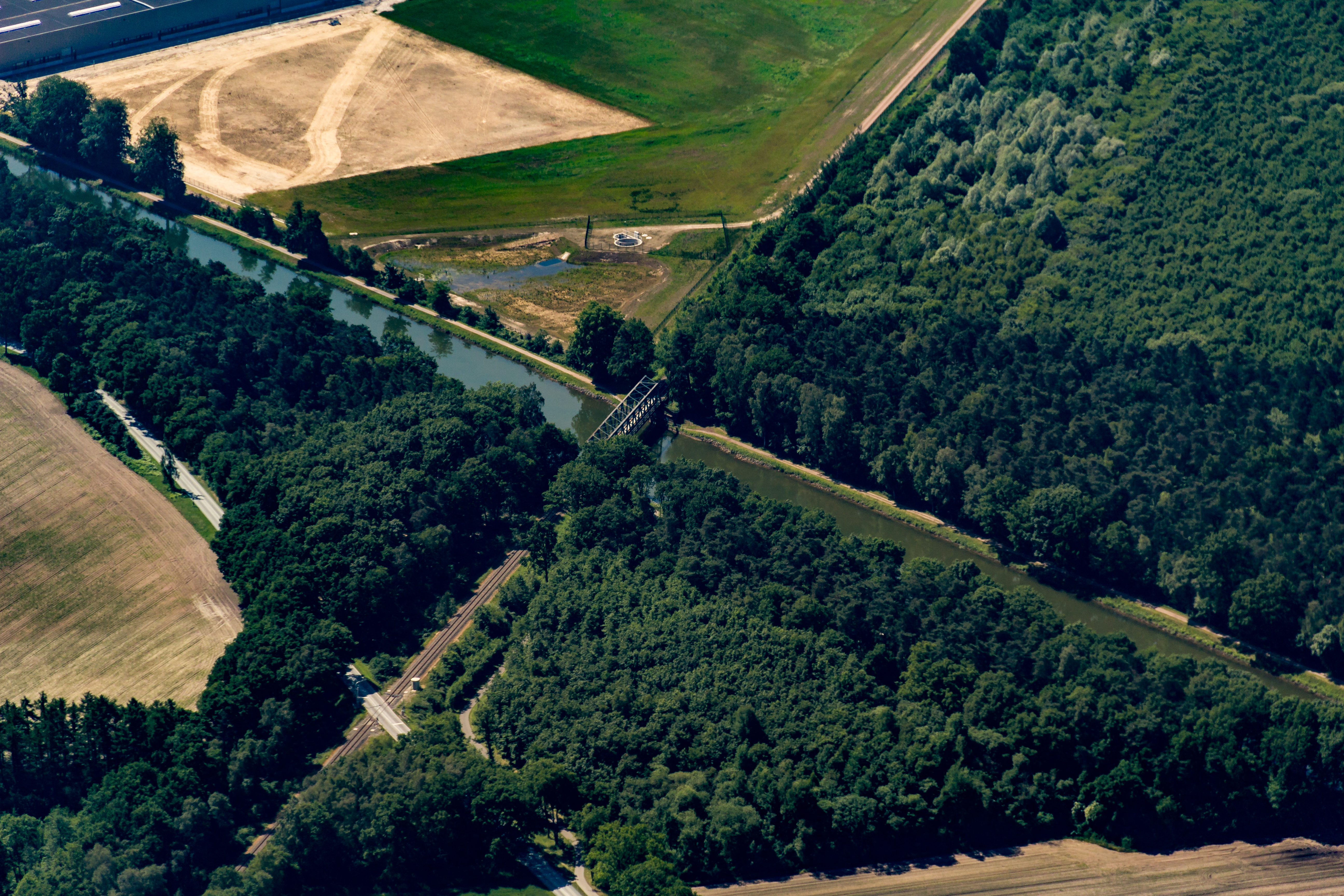
ライネ付近のドルトムント＝エムス運河

#### バス
路面旅客近郊交通については、12路線の市バスシステム（放射状の路線に、時計回りにC1からC12までの路線番号がつけられている）が市内を結んでいる。すべての路線は駅の近くのバスターミナルから出発する。2つの路線を乗り継ぐことで、あらゆる市区が結ばれる。数多くの地方バス路線が境を接する市町村とライネとを結んでいる。

#### 水運
この街は、ドルトムント＝エムス運河を経由して貨物船が往来することができる。この街から約 10 km 外側にミッテルラント運河との分岐点がある。エムス川は、ライネ付近では小さな旅客船だけが航行可能である。

#### 航空
ライネは、ミュンスター/オスナブリュック空港 (EDDG) から約 25 km の距離にあり、連邦道 B481号線経由でアクセスできる。ライネ＝エッシェンドルフには、長さ 800 m の滑走路を持つ飛行場 EDXE があり、エアスポーツクラブの本拠地となっている。さらに北西部のライネ＝ベントラーゲの軍事飛行場 (ETHE) は、第15輸送ヘリコプター連隊の基地であった。

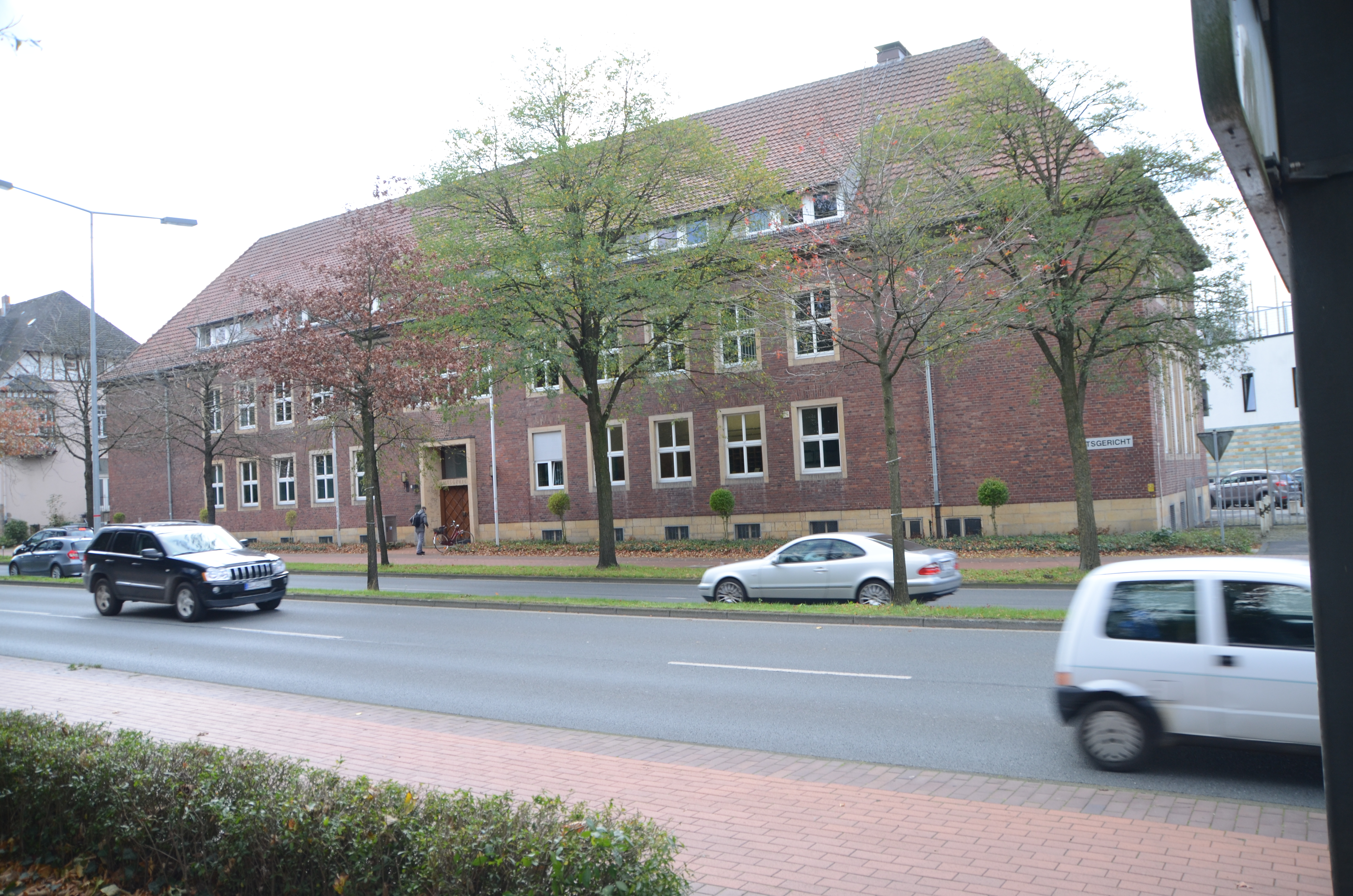
ライネ区裁判所

### 司法
ライネには区裁判所（ハム高等地方裁判所ミュンスター地方裁判所管区）と労働裁判所がある。

## 人物

### 出身者
- カルロ・メンゼ（ドイツ語版、英語版）（1886年 - 1965年）表現主義の画家
- ヨーゼフ・ピーパー（ドイツ語版、英語版）（1904年 - 1997年）キリスト教哲学者
- ヨーゼフ・パウル・クライヒュース（1933年 - 2004年）建築家
- フランク・リップロー（ドイツ語版、英語版）（1949 - 2002年）俳優、作家、演出家
- クリストフ・ヘッゲ（ドイツ語版）（1962年 - ）ミュンスター司教区の補佐司教
- ベッティーナ・ホイ（ドイツ語版、英語版）（1962年 - ）総合馬術競技選手。1984年ロサンゼルスオリンピック銅メダリスト
- ケルスティン・シュテーゲマン（ドイツ語版、英語版）（1977年 - ）女子サッカー選手
- ヨナス・レッカーマン（ドイツ語版、英語版）（1979年 - ）ビーチバレーボール選手
- ディッガー（本名: リューディガー・ブランス、1982年 - ）バンド「ザ・ベースボールス（ドイツ語版、英語版）」ボーカリスト

## 関連文献
- Franz Kolck (1965). Rheine im Wandel der Zeiten. Rheine
- Anton Führer (1974). Heinrich Büld. ed. Geschichte der Stadt Rheine. Von den ältesten Zeiten bis zur Gegenwart (2. Auflage ed.). Rheine: Eckers
- Thomas Gießmann; Lothar Kurz (2002). Chronik der Stadt Rheine von den ersten Siedlungsspuren bis heute. Rheine: Altmeppen. ISBN 978-3-9808255-1-1
- Hermann Kaiser (1978年). “Handwerk und Kleinstadt. Das Beispiel Rheine” (PDF). 2019年6月29日閲覧。

## 訳注
1. ↑  年号からヨハネス22世と推察される
2. ↑  集落の中心にあり、その周囲で村の行事が行われた村の象徴となるセイヨウボダイジュ
3. ↑  ドイツ語: Kirmes は教会開基祭を起源とする民俗祭である。